# Göteborgs spårväg

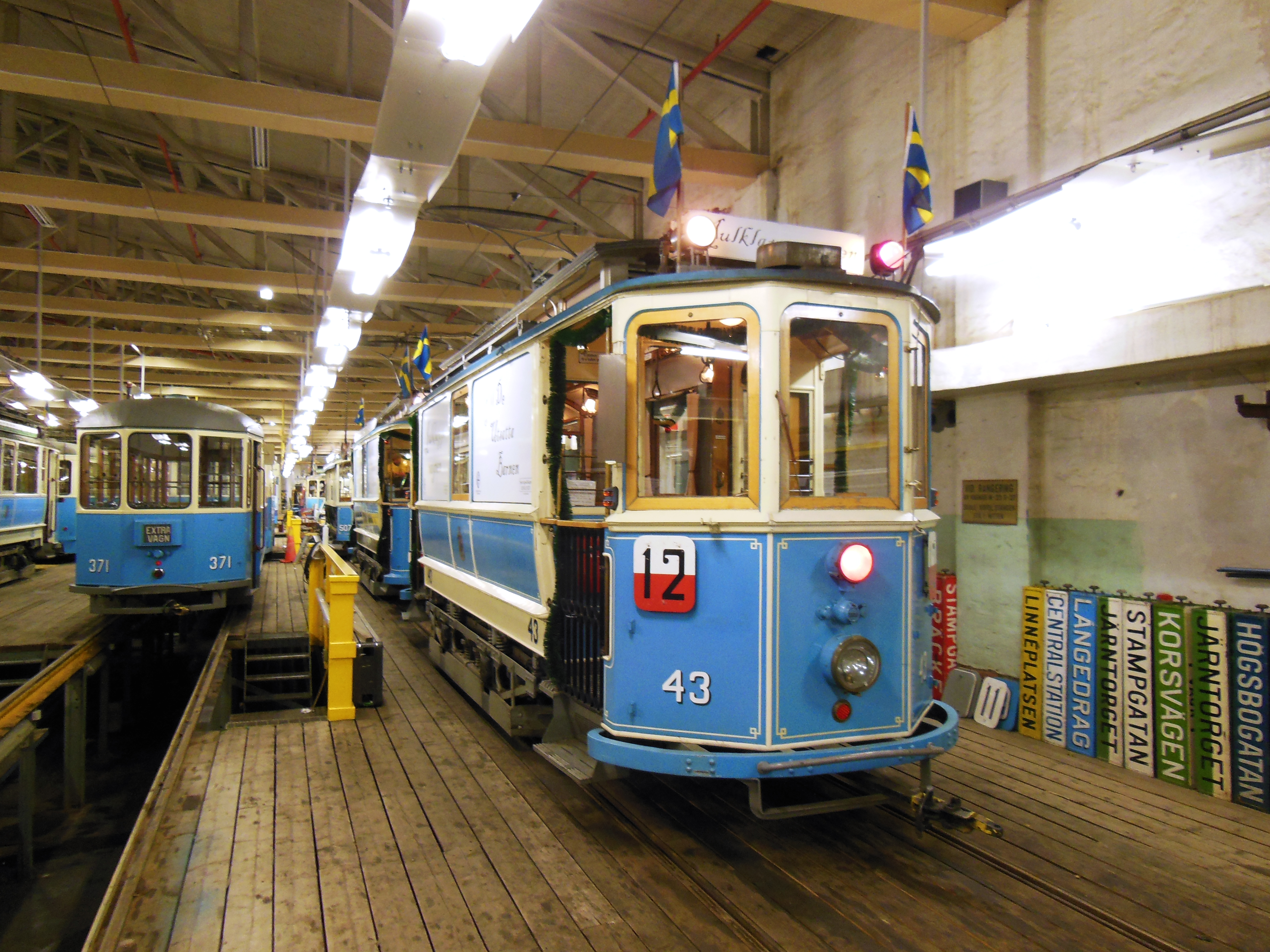
Göteborgs spårvägsmuseum

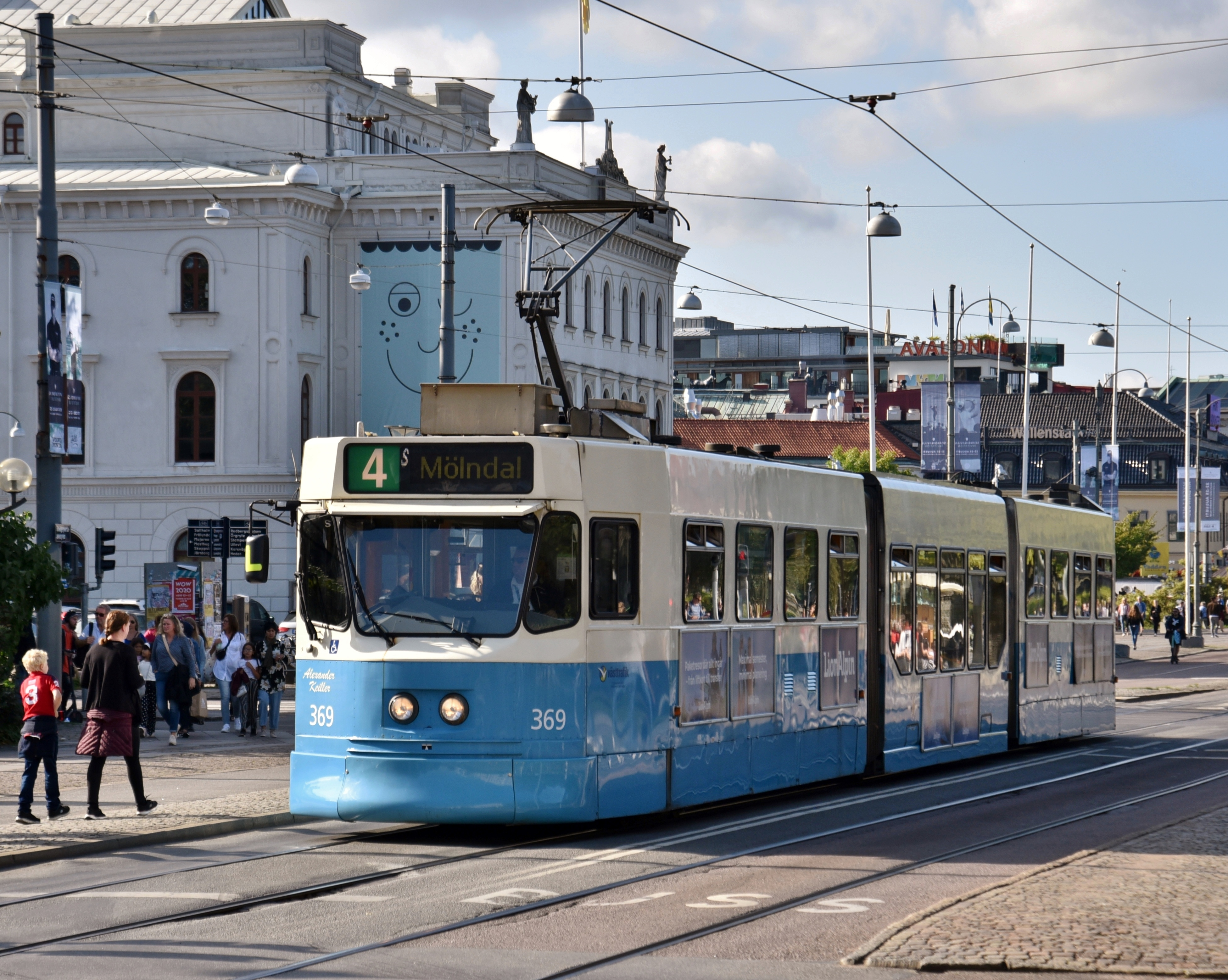
En spårvagn av modell M31 på linje 4.

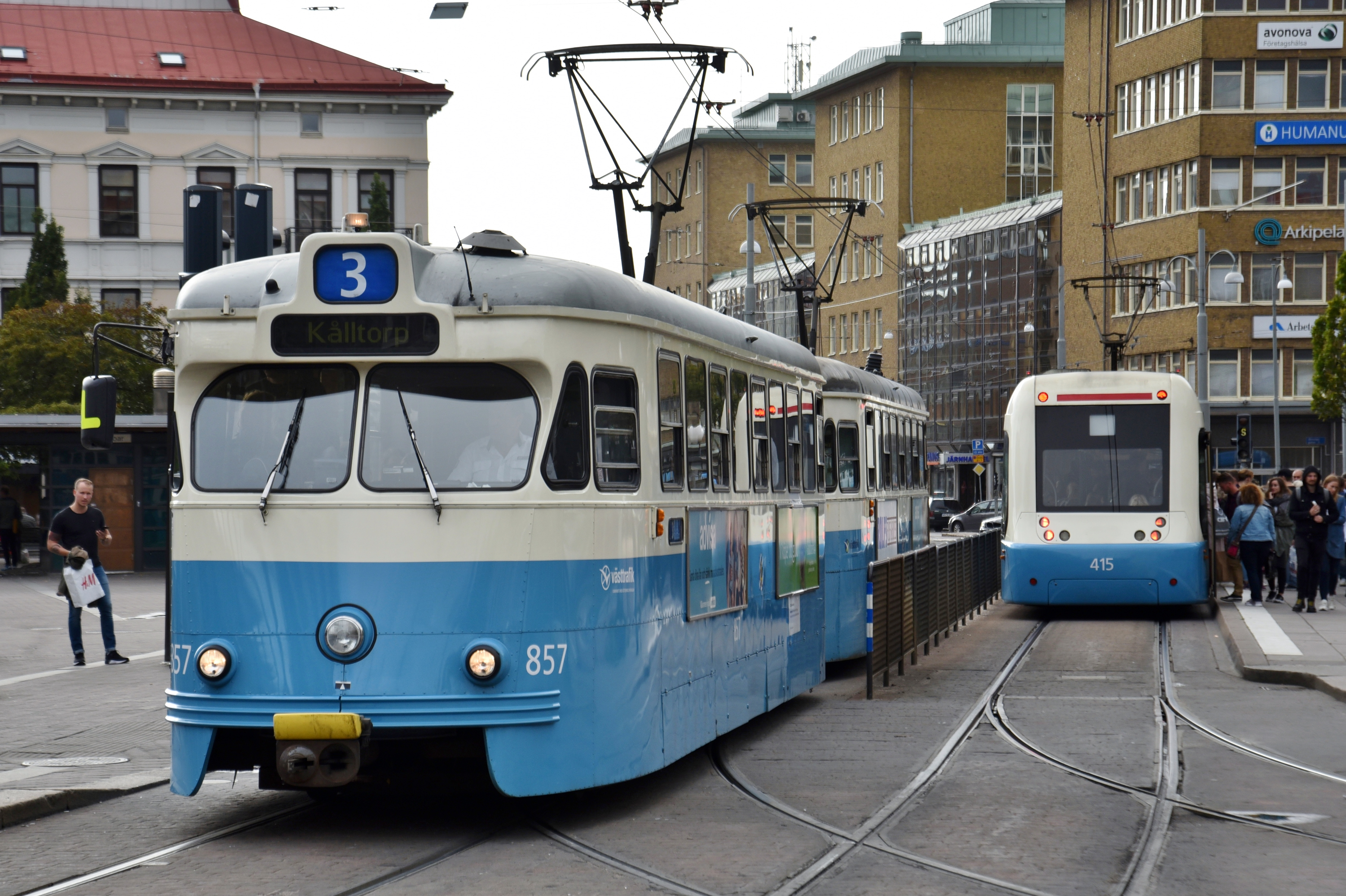
En spårvagn av modell M29 på linje 3.

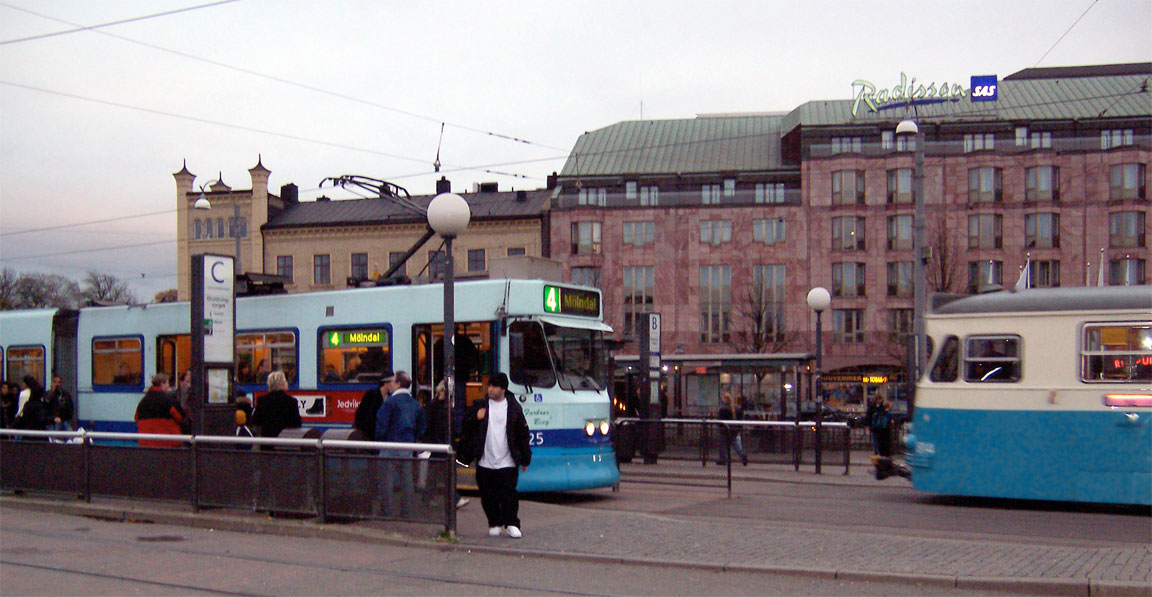
Spårvagnar vid Drottningtorget. Den vänstra vagnen, en M31, har den färgsättning som användes 1978-2000, den högra har blivit ommålad i den nuvarande färgsättningen, vilken även användes 1902-1977.

Göteborgs spårväg är med sin banlängd av 173 km det största spårvägssystemet i Norden. Spårvägarna utgör stommen i Göteborgs kollektivtrafik och täcker stora delar av tätorterna Göteborg och Nordöstra Göteborg, i både Göteborgs och Mölndals kommuner. Göteborgs kommun äger genom Göteborgs Stads stadsmiljöförvaltning spåranläggningen, trafikhuvudman är Västtrafik och trafiken bedrivs av det delvis kommunägda bolaget Göteborgs Spårvägar AB. GSAB ägs sedan 2019 till 85% av Göteborgs Stads Kollektivtrafik AB och till 15% av Västtrafik. Det direkttilldelade avtalet för att bedriva spårvagnstrafik gäller till 2034. Spårvagnarna utgör ett välkänt inslag i stadsbilden i Göteborg. 
Systemet trafikeras idag av tolv ordinarie spårvägslinjer. Tio av linjerna passerar navet Brunnsparken. Linjerna har i allmänhet en avgång var tionde minut under högtrafik. Det blir cirka 2 400 turer och runt 36 000 km, nästan ett varv runt jorden per dag sammanlagt. Antal delresor (samma som antal påstigningar) var 141 miljoner år 2019, en ökning med 8 % jämfört med året före.
Spårvägstrafik har funnits i Göteborg sedan 1879, och till en början handlade det om hästspårvagnar innan elektriska spårvagnar togs i trafik 1902. Lisebergslinjen är en fristående museilinje, som drivs ideellt av Spårvägssällskapet Ringlinien på sträckan Centralstationen/Drottningtorget – Liseberg – Sankt Sigfrids plan. Vagnarna bär linjenummer 12.

## Historia

### Förhistoria
På våren 1836 planerades en kommunikation mellan stadens centrum och Klippan, en efter dåtida begrepp betydande sträcka. Göteborgs Handels- och Sjöfartstidning propagerade övertygande för saken, och som en fördel med omnibusen framhölls att man alla tider på dagen kunde få "biljetter, små paketer och bud expedierade" till Masthugget, Varvet, Majorna, Klippan och hela vägen utåt älvmynningen. Femtusen riksdaler banko var det startkapital som krävdes, vilket skulle åstadkommas genom tecknande av aktier för femtio riksdaler vardera. I slutet av april 1836 lades därför intresseanmälningar ut i den "Gleerupska bokhandeln" vid "Stora Hamngatan," och i början av juli samma år meddelades att företaget bildats. Styrelsen bestod av Carl Fredrik Kjellberg, Joh. Norström, J.R. Melin, Heinrich Röhss och Elias Ahrenberg.
Vagnen skulle dras av två hästar och kunna rymma åtta personer. I december 1836 annonserades i tidningarna "Resetourerne för Omnibus". Trafiken gick inledningsvis endast på vardagarna. Första turen gjordes klockan nio på morgonen från Stigbergsliden till staden, där hållplatsen var belägen framför Frimurarlogen på Södra Hamngatan. Klockan halv tio återvände vagnen till Stigbergsliden, ut till Klippan och gjorde sin returresa klockan elva. Avgiften per person var åtta skilling banko, vilket erlades "till postiljonen" vid inträdet i vagnen mot biljett, som vid resans slut stoppades "i blecklådan å vagnsdörren".
Omnibusstrafiken pågick regelbundet under hela 1837, och följande år utvidgades turlistan ytterligare på söndagarna med lustturer till Lärje och uppehåll i Gamlestaden. Trafiken hade närmast monopol ända fram till hästspårvagnens inträde.

### Hästspårvagn
Stockholm fick sin hästspårvagn 1877, och internationellt i New York redan 1852 och Köpenhamn 1862. År 1873 lämnades den första ansökningen in om att få anlägga spårväg i Göteborg. Det var löjtnanten Carl Wettergren som ansökte om att under en tid av 60 år få trafikera den planerade spårvägsanläggningen. Förslaget avslogs 1874 både av stadsfullmäktige och Kungl. Maj:t. Av stadsfullmäktige med motivet "att en enskild person skulle få koncession över anläggningen och att staden därigenom skulle betagas rättigheten att fritt få disponera över de gator och öppna platser, varå spår utlades." Nästa ansökan kom i september 1875, då Aron Philipsson lämnade in en motion till stadsfullmäktige om anläggandet av spårväg i Göteborg. Det hela ledde till att staden tillsatte en beredning som bestod av fem personer, däribland Philipsson. Övriga ledamöter var Josef Richert, Carl Gustaf Prytz, James Keiller och August Kobb. Beredningen inkom under juni månad 1877 till stadsfullmäktige med förslag till koncessionsbestämmelser för hästspårväg inom staden.
Efter studier i såväl Köpenhamn som i Christiania föreslogs att tre linjer skulle anläggas: Redberget - Klippan, Brunnsparken - Getebergsäng och Haga – Slottsskogsparken. Stadsfullmäktige fastställde så småningom detta förslag, dock att linjen till Klippan skulle dras endast till Stigbergsliden. Beredningen fick nu i uppdrag att ta in anbud för anläggande av spårväg och drivande av trafik. En kort tid efter att beredningen tillsatts kom en ny ansökan om koncession på spårväg i Göteborg från kaptenen Carl Christian Juell i Köpenhamn. Juell hade bestämt motsatt sig en linje Johanneskyrkan-Klippan, eftersom backarna i Majorna enligt hans åsikt skulle göra trafik där livsfarlig för både människor och hästar. Hans tekniska förklaring löd: "Allt beror här på bromsningen vid färd utför, och trots all möjlig försiktighet och omsorg vid vagnarnas tillverkning torde det vara omöjligt att förebygga att bromsen går sönder." Juell menade vidare att det skulle bli både billigare och bekvämare med ångslupstrafik för Majborna.
Den 18 oktober 1877 godkände stadsfullmäktige kapten Juells anbud med 29 röster för och 18 mot och beviljade honom koncessionen för en tid av 40 år, under vilken tid koncessionsinnehavaren ägde rätt att trafikera spårvägslinjerna inom staden. Koncessionsvillkoren omfattade även bland annat följande:
- att stadsfullmäktige tid efter annan skulle fastställa körplaner och taxor
- att avgiften för passagerare skulle sättas till 10 öre för varje trafikdistrikt av omkring fyratusen fot
- att linjerna skulle passeras fram och åter åtminstone var tjugonde minut
- att anläggningen skulle vara färdig att tagas i bruk senast två år efter koncessionens ikraftträdande[9]

Kapten Juell visade sig dock ha problem att finansiera sitt projekt, och den 15 maj 1879 godkände stadsfullmäktige att koncessionen överläts på William Barfoot från Leicester, personligen och inte på något bolag.
Göteborgs första spårvägslinje var spårvägen mellan Brunnsparken och foten av Stigbergsliden - en sträcka på 2,7 kilometer - som invigdes den 24 september 1879. Resan med fyra hästspårvagnar, påbörjades kl. 16.00 och tog cirka 15 minuter och "... deltagarna blevo därefter inbjudna att intaga förfriskningar på det närbelägna Henriksbergs värdshus". Linjen öppnades för allmän trafik dagen därpå, med en vagn från Stigbergsliden kl. 07.30 och från Brunnsparken kl. 08.00. Därefter avgick vagnarna var 15:e minut, fram till kl. 21.00 respektive 21.30. Kupongpriset var 20 öre per person, från den ena ändstationen till den andra. Men det var tio öres taxegräns mitt på linjen, vid Renströmska badanstalten i Haga. Det fanns inga hållplatser för passagerares på- och avstigningar, utan vagnarna stannade var som helst på tecken från passagerare, utom i uppförsbackar. Vagnarna banade sin väg mellan kärror och fotgängare genom att kuskarna använde en ringklocka. Vissa kuskar hade så personliga ringsignaler att resenärerna ibland kunde höra på signalen vem det var som körde vagnen.
Det var i korsningen Södra Allégatan och Sprängkullsgatan som det första spadtaget togs den 16 juli 1879 för den blivande spårvägen. Arbetet leddes av ingenjörerna R Gardner och H R McKeone. Spårvagnarna var bruna och gick på enkelspår med spårvidden 1 000 millimeter, och 1882 hade fyra linjer byggts. År 1896 hade spårvägsbolaget trafik i Göteborg med 36 spårvagnar, 4 bussar och 126 hästar varav passagerarantalet uppgick till 2,7 miljoner i spårvagnarna och till 38 831 i bussarna. Linjerna hade följande sträckningar:
- 1879, 24 september, Brunnsparken – Stigbergsliden (2,82 km, motsvarande 9 500 fot)[15]
- 1881, 9 december, Brunnsparken – Redbergslid (2,3 km)
- 1881, Brunnsparken – Getebergsäng (2,34 km)
- 1882, 3 oktober, Brunnsparken – Slottsskogen (2,98 km)[16]

(Ändstationen Brunnsparken flyttades 1898 till Drottningtorget, då linjen kunde dras över den nybyggda Victoriabron. Linjen kortades då till 2,62 km).
Den första fackföreningen för spårvägspersonal bildades den 27 november 1885, på initiativ av konduktören vid Stockholms spårvägar, J. Melanoz. Pådrivande i Göteborg var J. A. Larsson (med anställningsnummer 26). Daglönen (14 timmar) för en konduktör var då 1 krona och 90 öre och för en kusk, 2 kronor och 10 öre.
Hästspårvagnarna drevs av ett brittiskt företag, The Gothenburg Tramways Company Ltd, och när spårvägen skulle elektrifieras begärde man 70 000 pund för att avstå från sin koncession av den befintliga spårvägsanläggningen. Efter många diskussioner och förhandlingar beslutade stadsfullmäktige den 4 april 1899 att, med rösterna 32 mot 19, inlösa det engelska spårvägsbolagets egendom och koncession och låta staden ta över ansvaret för spårvägsdriften. Egendomarna värderades till 344 000 kronor och priset för koncessionen motsvarade 900 000 kronor. Vid en extra bolagsstämma i London den 24 november 1899 godkändes köpeavtalet, vilket även innefattade övertagande av all personal, cirka 180 personer, med undantag av spårvägsbolagets direktör. Passagerarantalet var då 3,5 miljoner per år, vilket skulle stiga till 10 miljoner 1903, 20 miljoner 1908 och 30 miljoner 1915. Nettoinkomsten för samma period var 8,7 miljoner kronor. Taxorna för spårvagns- och bussresor var under hela perioden 1900-62 en fråga för Göteborgs stadsfullmäktige. Grundtaxan var ursprungligen satt till 10 öre med avgiftsfri övergång och detta pris behölls ända till 1919, då den höjdes till 15 öre (barn 10 öre). Den 1 januari 1941 kom nästa höjning, till 20 öre (barn 15 öre; från och med 1945 10 öre). Under hela 1950-talets prisstegringar och löneökningar höjdes grundtaxan i omgångar från 25 till 45 öre. Från den 1 juli 1956 tillämpades delsträckstaxa, och priset på kupongerna höjdes först 1961. Vid sidan av grundtaxan fanns under perioden olika former av rabatter och kort. Bakgrunden till att taxorna fram till 1950-talet var så stabila var att Göteborgs spårvägar länge gick med vinst. Undantagen var åren 1918 och 1919 samt 1948 då överskottet vändes i förlust.
I slutet av år 1899 tillsatte stadsfullmäktige en interimsstyrelse över Göteborgs spårvägar, bestående av; Gustaf Boman, Wilhelm Henriques och August Koch, senare kompletterades med August Wijkander och löjtnanten J. Nyström, och med stadens byggnadschef ingenjören Figge Blidberg som interimchef.
Vid midnatt den 1 januari 1900 övertogs trafiken av staden, representerad av ingenjören Carl Axel Reuterswärd. Den nye spårvägschefen ingenjör Sigfrid Edström, anlände från Zürich till Göteborg 12 oktober 1900. Edström stannade på denna post till den 29 juni 1903, då han övertog VD-stolen på ASEA i Västerås. Som Edströms efterträdare anställdes den 1 juli 1903 ingenjören Erland Zell.
Spårvidden var 1 meter, och rälerna var spikade på längsgående syllar av tretumsplank som låg på tvärsyllar med 4 fots avstånd från varandra. Banan var enkelspårig och det fanns mötesspår för 5 och 10 minuters trafik. Inne i vagnen fanns 16 sittplatser och dessutom 6 ståplatser på bakre plattformen. Vagnparken utökades successivt och år 1900 hade man 32 täckta och 17 öppna vagnar samt omkring 160 hästar. Vagnarna var målade i vagnsbrunt. Annonsering från exempelvis Adolf Bratt & Co. och Lyckholms bryggeri förekom. En mindre annons kostade 80 kronor om året. Vagnen drogs av endast en häst, men vid stigningarna på Kungsportsavenyen och Viktoriagatan användes hjälphästar. Dessa sköttes av hästpojkar, som i farten krokade på sin häst, för att sedan lika snabbt kroka av den.
År 1900 var antalet vagndagar 10 310, antalet hästdagar 54 246, antalet vagnkilometer 994 524 och antalet hästkilometer 1 056 654. Spårens längd vid årsskiftet 1900/1901 var 10 330 meter. Alla 160 spårvagnshästarna hade tjänat ut före 1902 års utgång.
Spårvägens kontor var vid stadens övertagande inrymt i bottenvåningen på fastigheten Södra Hamngatan 63. Detta utökades med ett byggnadskontor på andra våningen i samband med spårvägens elektrifiering. År 1903 flyttades spårvägens huvudkontor till Pustervik och en fastighet som uppförts gemensamt av gasverks- och spårvägsstyrelserna. Lokalerna blev snart för trånga och på hösten 1920 förvärvades fastigheten Drottninggatan 33, där huvud- och trafikkontor för spårvägen inrymdes.

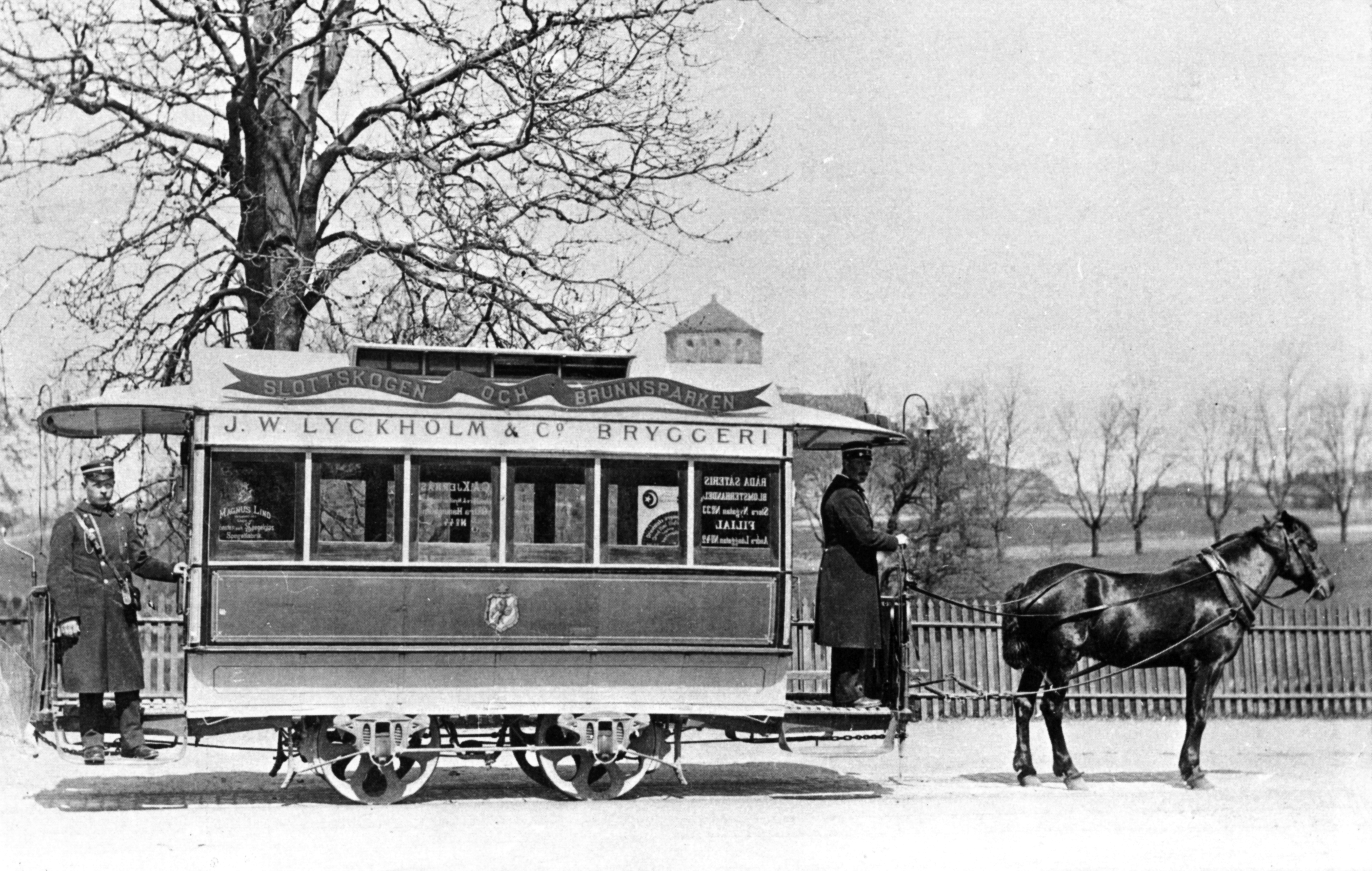
Hästdragen spårvagn mellan Slottsskogen och Brunnsparken 1900

En fördel med hästspårvagnarna var att man kunde stiga på var som helst, utom i uppförsbackar. Några hållplatser fanns alltså inte. Detta ställde stora krav på konduktören och kusken, och i en order för kuskar står det bland annat: "Kusken måste ha en skarp utkik för passagerare, isynnerhet då konduktören upptager afgiften." Gällande hastigheten, kunde man i en annan order läsa: "Kusken är isynnerhet befald att köra i jämn fart, så att den tid åtgår mellan stationerna, som är bestämd. Alla krökar måste han köra i gående. Olydnad mot dessa reglor straffas med ögonblickligt afsked." Kusken var alltså tvungen att kliva av vagnen och gå parallellt med hästen i kurvorna.

### Elektriska spårvagnar

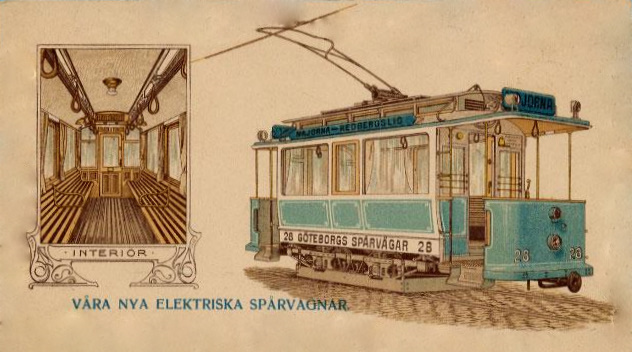
Ett samtida vykort med de tidigaste elektriska spårvagnarna i Göteborg.

År 1895 togs frågan upp om att efter mönster från utlandet byta ut hästarna mot elektrisk drift, vilket föranledde omfattande utredningar. I början av 1901 presenterade Edström ett förslag till fullständig ombyggnad av hästspårvägen och anläggningen av en elkraftstation för spårvägen, vilken skulle placeras på platsen för det gamla gasverket vid Rosenlund. I det sammanhanget fattades också beslut om att öka spårvidden, som under hästepoken varit 1 meter, till nuvarande 1,435 meter. Stadsfullmäktige antog Edströms förslag, och den 16 juli 1902 togs anläggningen vid Surbrunnsgatan i bruk efter ritningar av arkitekt Hans Hedlund. Byggnaden revs 1968.
Vid årsskiftet 1902-1903 var praktiskt taget hela anläggningen färdig: kraftstationen vid Rosenlund, vagnhallar på Stampen och i Majorna samt spårvägslinjerna:
- Blå linje: Majorna - Västra Hamngatan - Redbergslid
- Grön linje: Majorna - Västra Hamngatan - Getebergsäng
- Röd linje: Redbergslid - Brunnsparken - Getebergsäng
- Ringlinjen vit: Drottningtorget - Lilla Bommen - Västra Hamngatan Annedal - Slottsskogen - Järntorget - Valand - Drottningtorget.[25]

Totalt 46 spårvagnar levererades från Asea, och 6 släpvagnar kom från Göteborgs Mekaniska Verkstad. De 160 hästarna från den gamla spårvägsdriften såldes under hösten 1902. Anläggningskostnaden uppgick vid slutet av år 1902 till 4,2 miljoner kronor, där även stadens utgifter för inlösen av hästspårvägskoncessionen inräknades.
Natten den 28 juli 1902 kl. 03.30 inleddes provkörningar med två nylevererade elektriska vagnar på sträckan Järntorget-Slottsskogsgatan . Införandet av elektriska spårvagnar i Göteborg skedde inte helt utan motstånd, eftersom många var rädda för att exempelvis ledningarna skulle kunna falla ner eller att strömmen skulle ledas ned i skenorna.  Spårvägsledningen var fullt medveten om denna oro och beslöt därför att den första provturen skulle ske nattetid i största hemlighet med start utanför ett nyuppfört vagnskjul vid Järntorget. De eleganta vagnarna var blå med ljusbruna fönsterposter. Interiören gick i ljust och mörkbrunt med ask och valnöt. De som skulle göra provturen var spårvägsstyrelsen samt ledningspersonal. På den ena vagnens främre plattform - bredvid föraren - ställde sig styrelseordförande Kock, direktören Sigfrid Edström samt hans assistent C A Reuterswärd. Inne i vagnen satt ledamöterna Henriques, Boman, Nyström, Lamm och Blidberg. Den andra vagnen ska ha förts av inpektoren för kraftstationen.  Bullret väckte upp de sovande längs Karl Johansgatan. Resan till Slottsskogsgatan gick på knappt 10 minuter.
Klockan 11.30 den 29 juli var det så dags för den officiella provturen varvid deltog stadsfullmäktiges ordförande och ledamöter, medlemmar av pressen samt representanter från de firmor som deltagit i arbetet. Vid Spårvägsstyrelsens sammanträde den 29 juli 1902, meddelade direktören Edström att; "profkörning med den första elektriska spårvagnen förut idag egt rum i linien Järntorget till Slottsskogsgatan, hvarvid styrelsens samtliga ledamöter jämte några särskilt inbjudna personer medföljt vagnen samt att resultatet utfallit synnerligen tillfredsställande."
Den 18 augusti samma år öppnades denna linje för trafik. Redan den 28 oktober samma år försvann de sista hästspårvagnarna, som gick på Getebergsängslinjen. Elspårvägarna var till skillnad från hästspårvägarna normalspåriga och hade dubbelspår, även om vissa linjer tidvis har varit enkelspåriga. Linjespänningen var 600 V likström. De fyra linjerna vid elspårvägens start betecknades med färgerna vit, blå, grön och röd, som än idag är linjefärger för linje 1, 3, 4 och 5 (den gula linje 2 tillkom senare genom delning av den vita ringlinjen). Linjenumren infördes 1909, och sedan dess har färger och nummer använts parallellt.
Den första ordningsstadgan för "Trafiken med Göteborgs stads elektriska spårvägar" fastställdes den 24 april 1903. I den kan man i Kap. II, § 16 läsa att "Elektrisk spårvagn må icke framdrifvas med större fart än 350 meter i minuten. Vid sådana gatukorsningar och andra platser, där fara för sammanstötning eller annan olyckshändelse kan uppstå, skall farten minskas och får icke å sådana ställen öfverstiga 100 meter i minuten."
Från den 1 juni 1911 fanns det brevlådor uppsatta på samtliga linjers ordinarie spårvagnar, vilka tömdes av postverket. Lådorna togs bort i juli 1962.
På förslag av ordföranden i spårvägsstyrelsen, H. Henriques, sattes år 1913 stora metallskålar med däri planterade blommor upp på spårvägsmasterna vid "de mera betydande gatorna", exempelvis Södra Hamngatan.
För att kommunicera med passagerare, sattes för första gången en högtalaranläggning upp vid Järntorget den 28 mars 1955.
Då spårvägen fyllde 65 års, räknat från 1877 års beslut, gjordes en sammanställning av statistik från 40-årsperioden då den elektriska spårvagnen infördes och fram till 1942:

- Under 1903 var antalet passagerare 10 630 000, och 1941 hade de ökat till 76 730 000.
- Rekordåret för perioden var 1939 med cirka 85 miljoner resenärer.
- Antalet vagnkilometer ökade från 2,5 miljoner till 19,2 miljoner.
- Förbrukningen av elektricitet ökade från 1,21 miljoner kilowattimmar till 17,15 miljoner kilowattimmar.
- Spårnätets längd ökade från 31,1 kilometer till 94,3 kilometer.
- Antalet spårvagnar ökade från 56 till 158.
- Anläggningskapitalet ökade från 4,37 miljoner kronor till 29,5 miljoner, och inkomsterna från strax över 1 miljon till 15,6 miljoner.
- Personalstyrkan ökade från 346 personer till 2 022, och personalkostnaderna från 326 000 kronor till 8,5 miljoner.
- Under 40-årsperioden kördes 468 miljoner vagnkilometer, och 1,9 miljarder passagerare befordrades.

År 1969 började man tillåta påstigning även genom spårvagnarnas bakre dörrar. Vagnarna fick därför byggas om och kompletteras något.

Spårvagnar på olika linjer
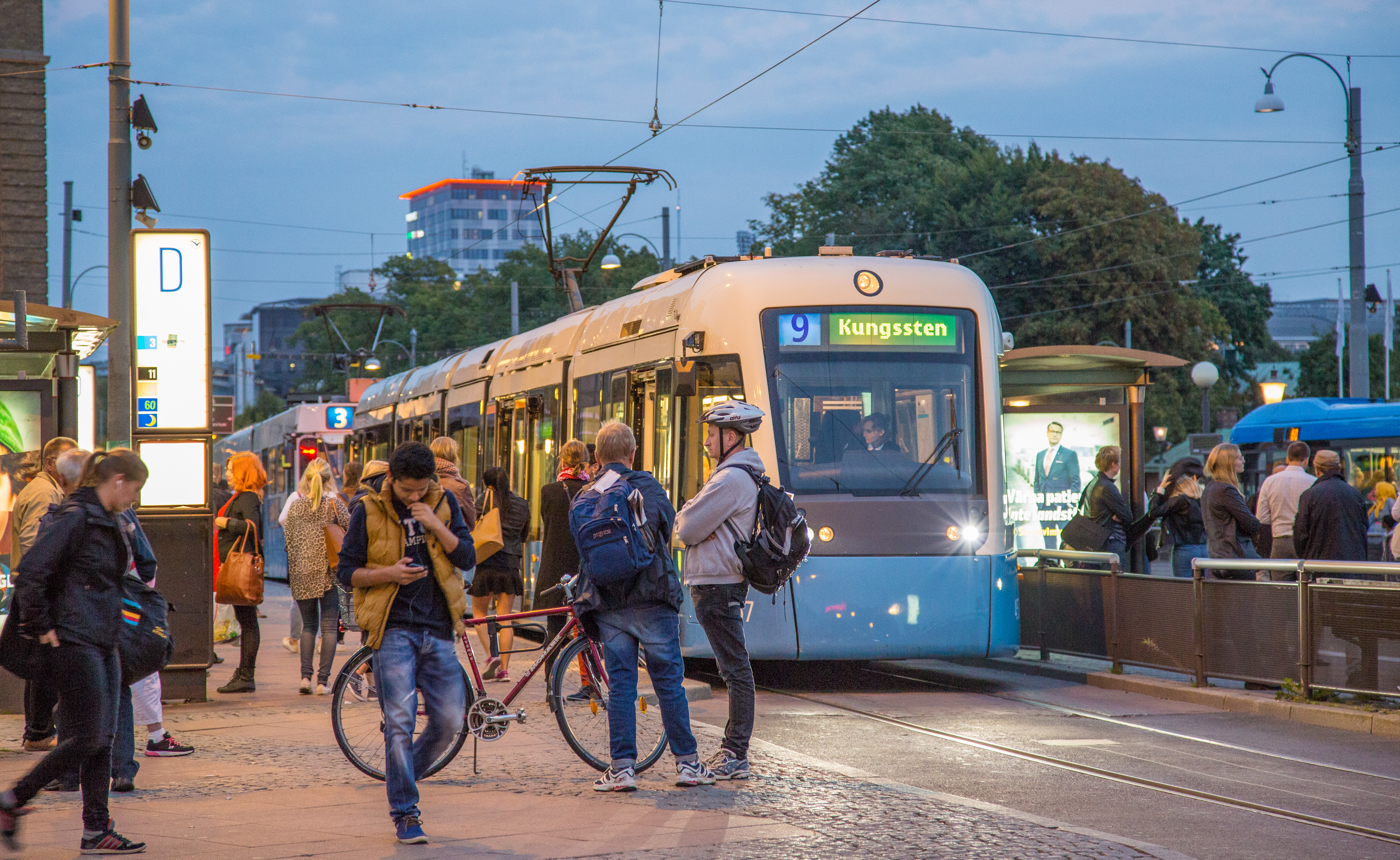
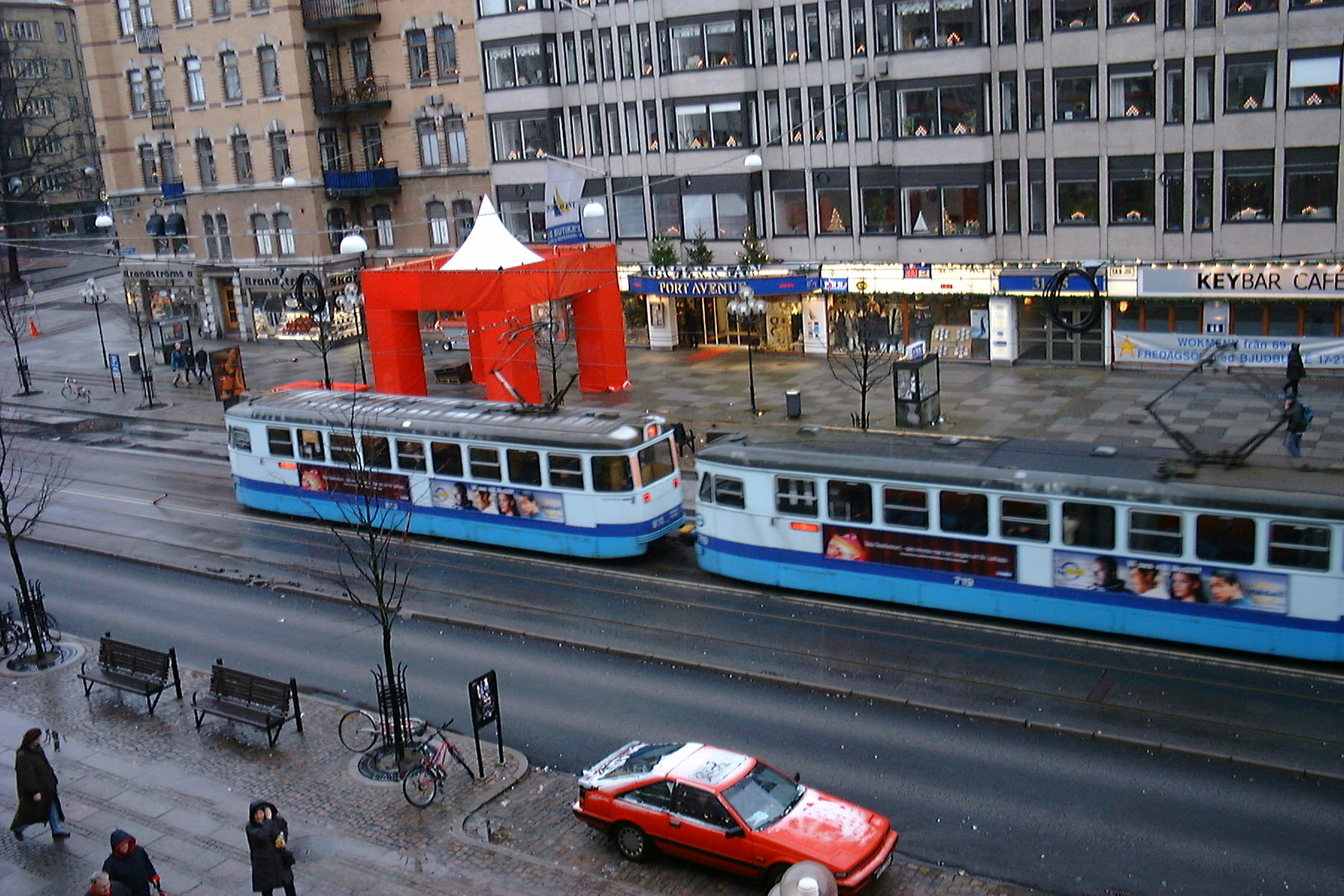
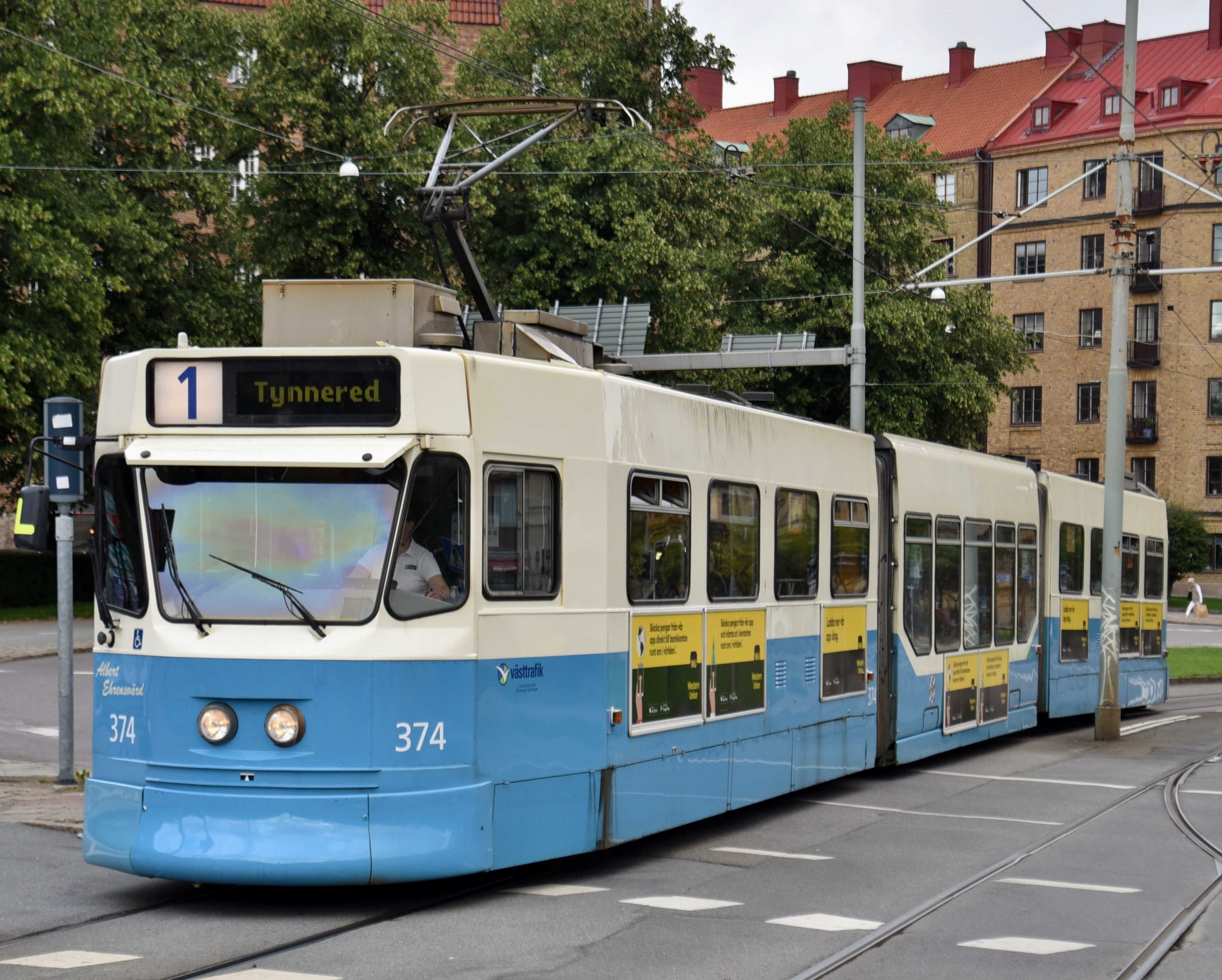
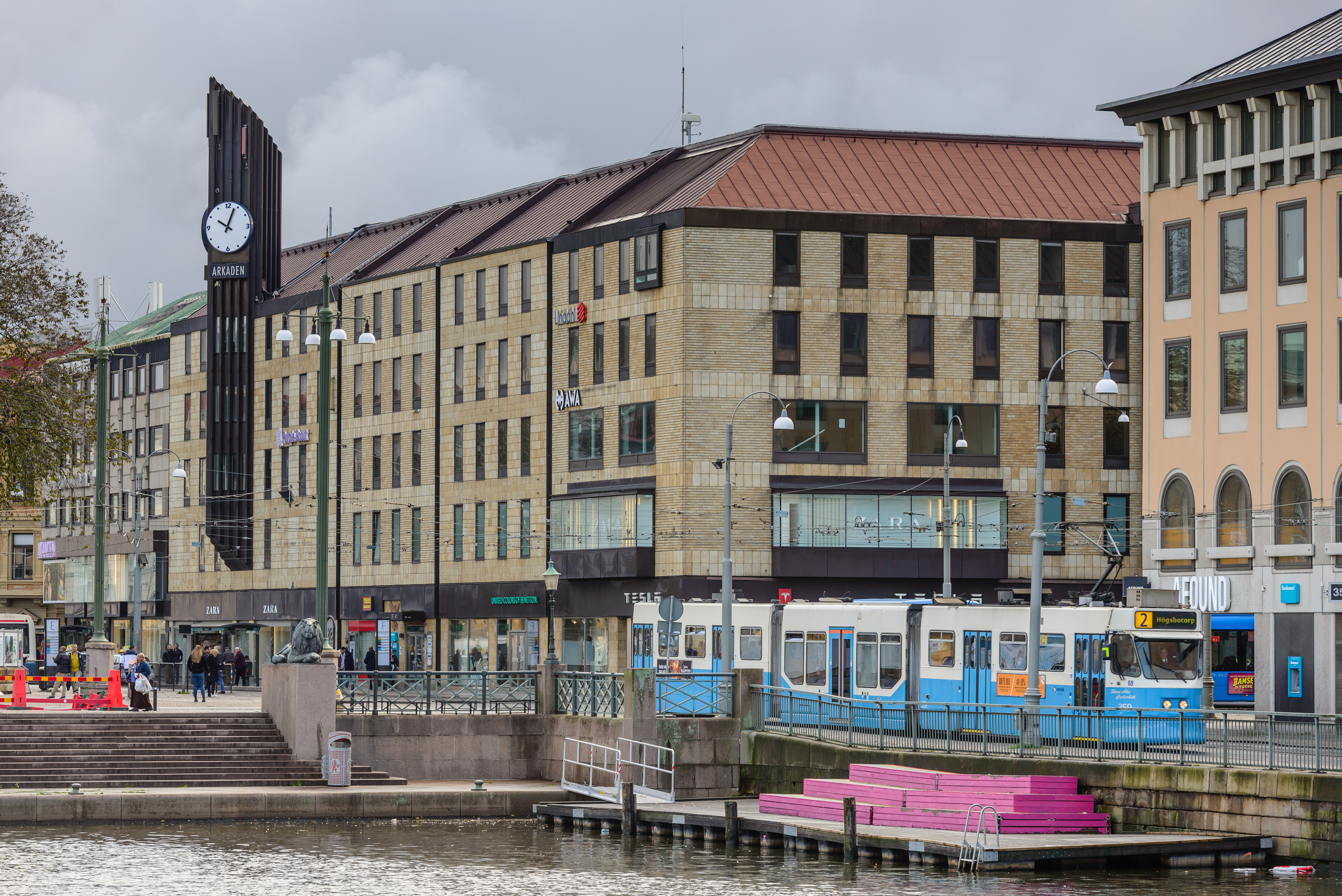
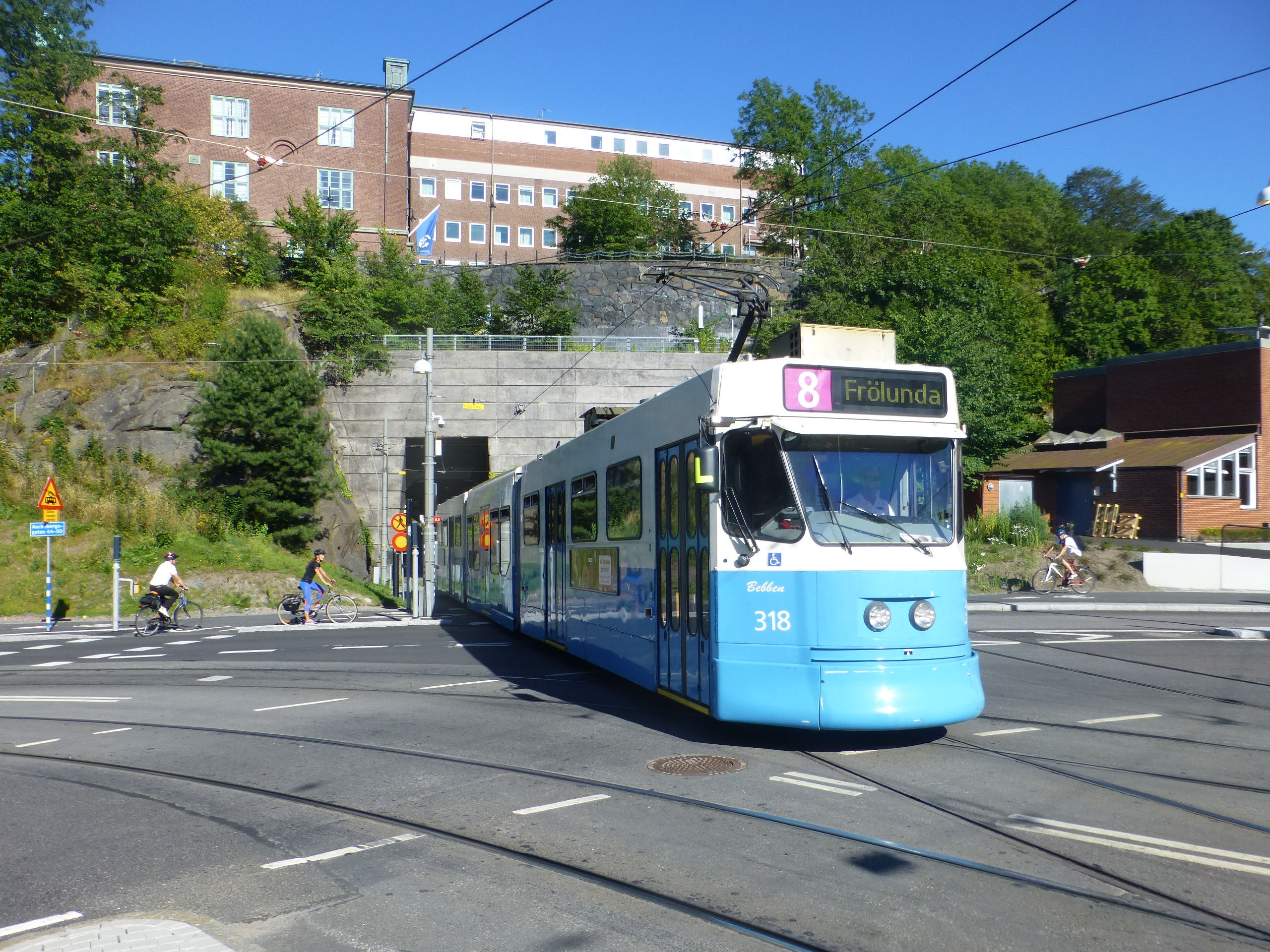
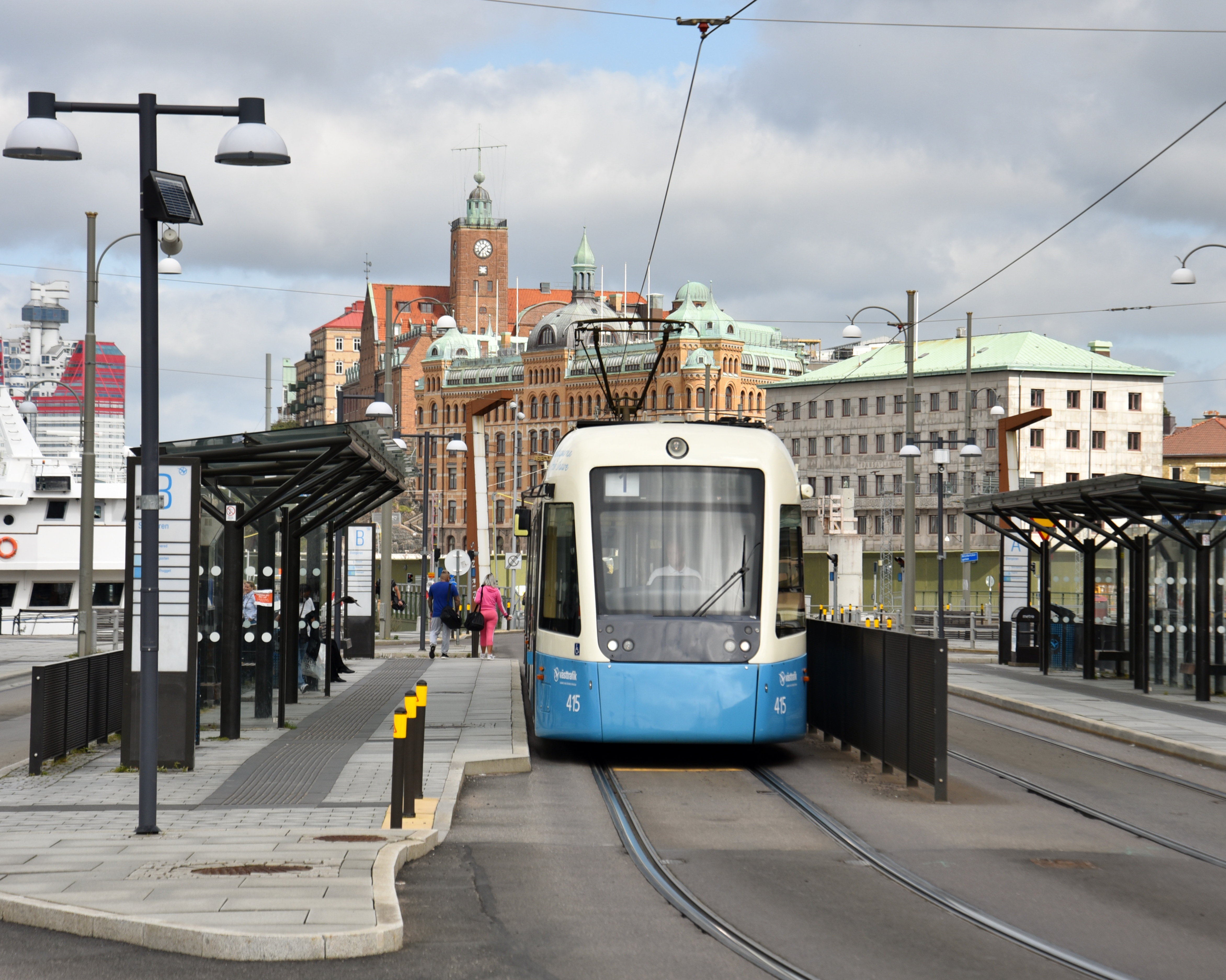
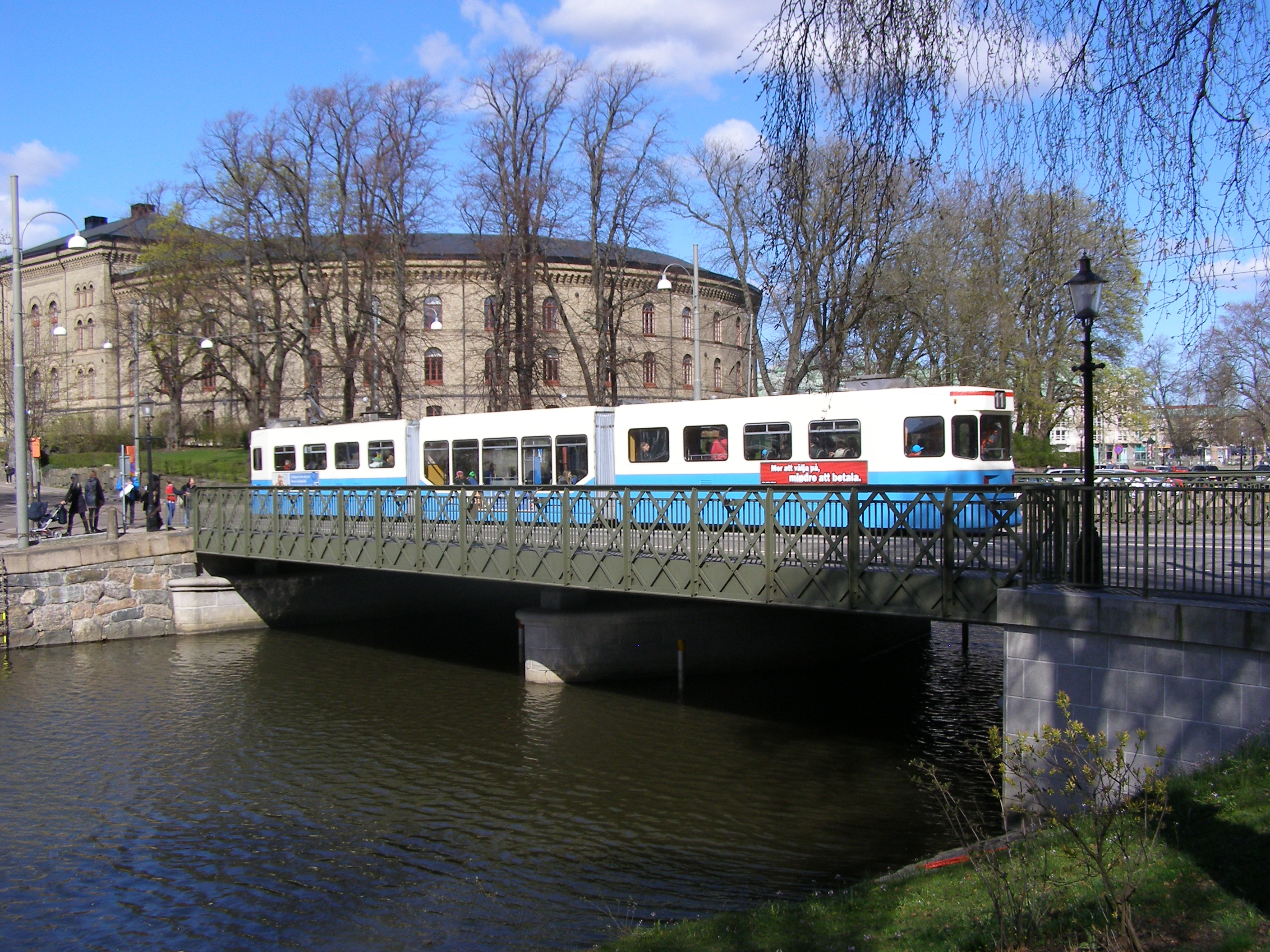
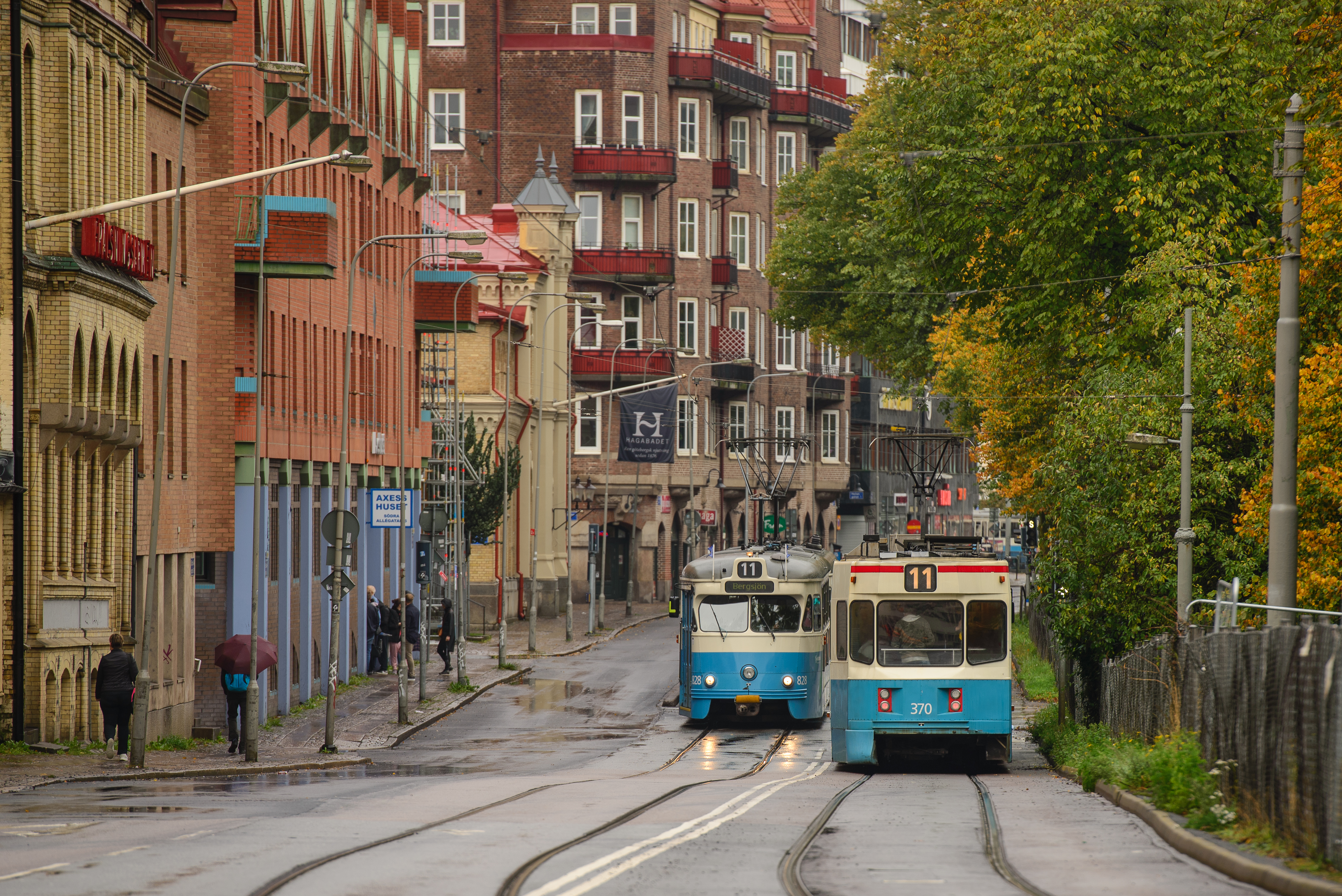
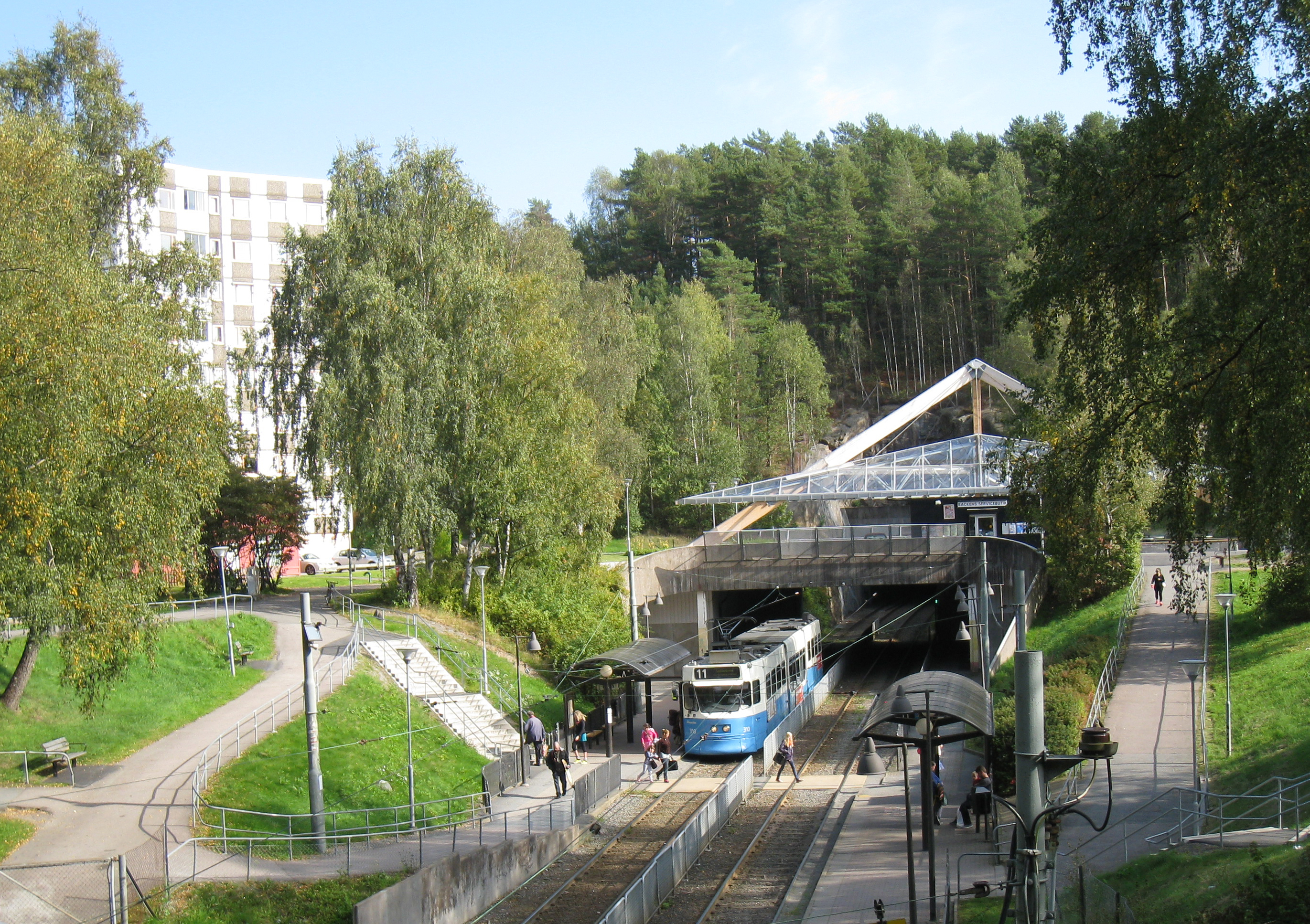
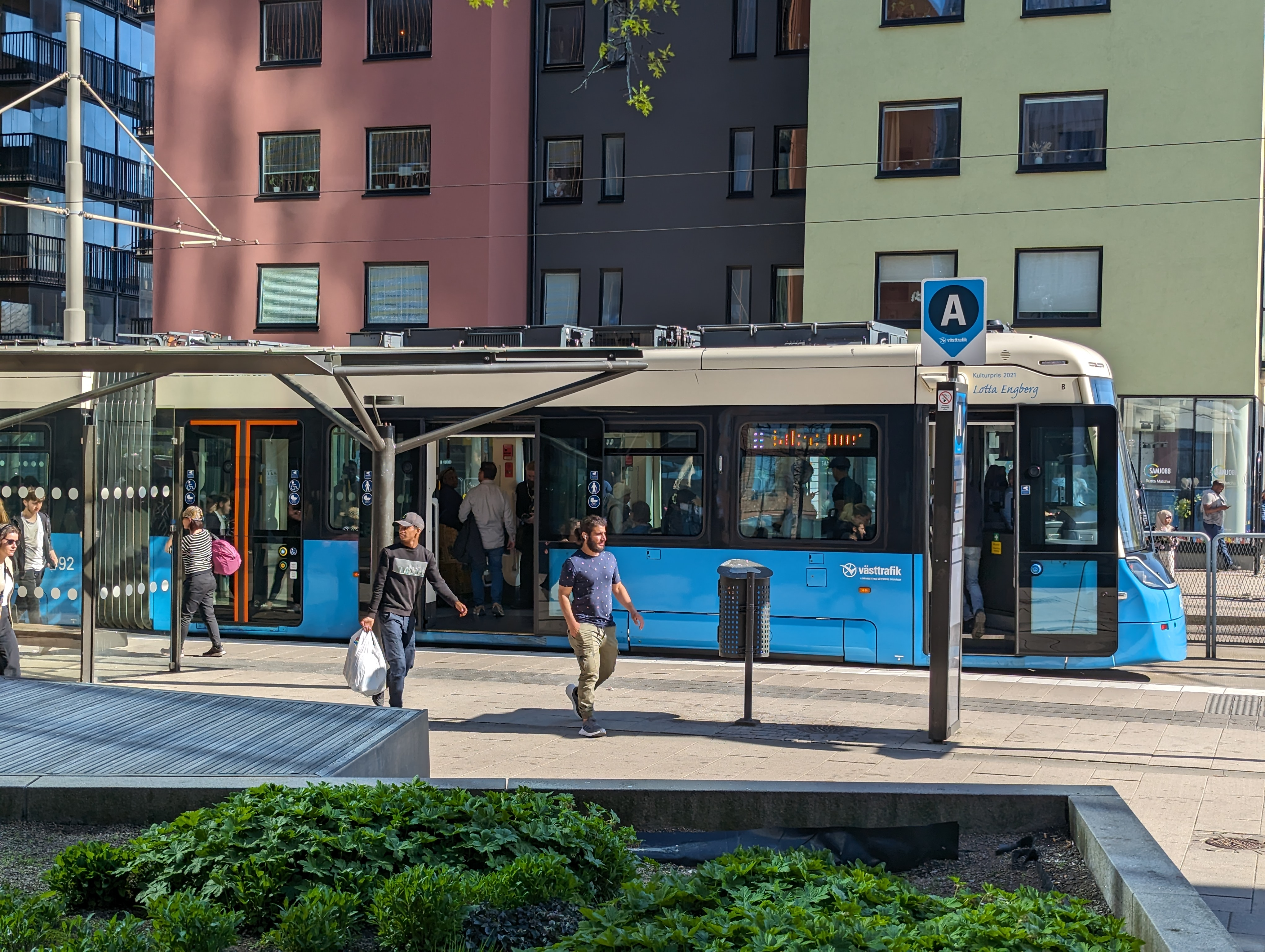
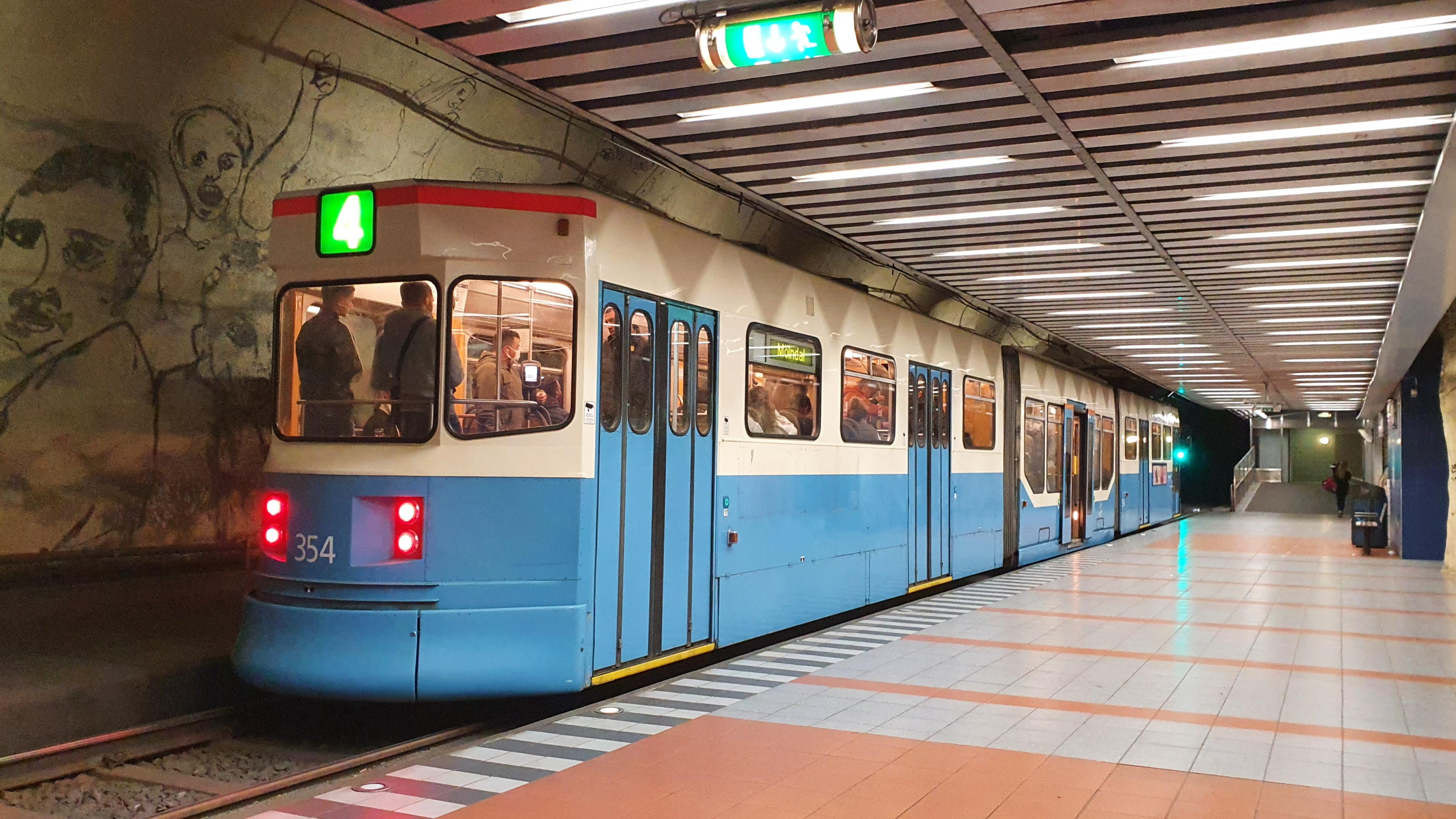

#### Tunnelbana eller stadsbana?
|  |  |  |  |  |

|  | Unknown BSicon "utSTRl" | Unknown BSicon "ueABZg+r" |  |  |

|  |  | Urban stop on track |

| Urban stop on track |  | Urban tunnel stop on track |  |  |

| Urban stop on track | Urban tunnel straight track | Urban tunnel stop on track | Urban straight track |  |

| Urban stop on track | Urban tunnel straight track | Urban tunnel straight track | Urban stop on track |  |

| Urban straight track | Urban tunnel stop on track | Urban tunnel straight track | Urban stop on track |  |

| Unknown BSicon "uSTRl" | Unknown BSicon "uABZg+r" | Urban tunnel straight track | Urban tunnel stop on track |  |

|  | Urban stop on track | Unknown BSicon "utSTRl" | Unknown BSicon "utABZg+r" |  |

|  | Urban stop on track |  | Urban tunnel stop on track |  |

|  | Urban stop on track | Unknown BSicon "utSTR+l" | Unknown BSicon "utABZlr" | Unknown BSicon "utSTR+r" |

|  | Unknown BSicon "utKRZW" | Urban stop on track |  | Urban tunnel straight track |

|  | Unknown BSicon "utSTRl" | Unknown BSicon "utTBHFxt" | Unknown BSicon "utSTR+r" | Urban tunnel stop on track |

|  |  | Urban tunnel stop on track | Urban tunnel stop on track | Urban tunnel straight track |

|  |  | Urban tunnel stop on track | Unknown BSicon "utABZgl" | Unknown BSicon "utSTRr" |

|  | Unknown BSicon "utSTR+l" | Unknown BSicon "utABZgr" | Urban tunnel stop on track |  |

|  | Urban tunnel stop on track | Urban tunnel straight track | Urban tunnel stop on track |  |

|  | Urban tunnel stop on track | Urban tunnel straight track | Urban tunnel stop on track |  |

|  | Urban tunnel stop on track | Urban tunnel straight track | Urban tunnel straight track |  |

|  | Unknown BSicon "utKHSTe" | Urban tunnel straight track |  |  |

|  |  | Urban tunnel stop on track |

|  |  | Urban tunnel stop on track |

|  |  | Unknown BSicon "uKHSTxa" |

|  |  | Urban tunnel straight track |

|  |  |  |  |  |

|  | Unknown BSicon "utSTRl" | Unknown BSicon "ueABZg+r" |  |  |

|  |  | Urban stop on track |

| Urban stop on track |  | Urban tunnel stop on track |  |  |

| Urban stop on track | Urban tunnel straight track | Urban tunnel stop on track | Urban straight track |  |

| Urban stop on track | Urban tunnel straight track | Urban tunnel straight track | Urban stop on track |  |

| Urban straight track | Urban tunnel stop on track | Urban tunnel straight track | Urban stop on track |  |

| Unknown BSicon "uSTRl" | Unknown BSicon "uABZg+r" | Urban tunnel straight track | Urban tunnel stop on track |  |

|  | Urban stop on track | Unknown BSicon "utSTRl" | Unknown BSicon "utABZg+r" |  |

|  | Urban stop on track |  | Urban tunnel stop on track |  |

|  | Urban stop on track | Unknown BSicon "utSTR+l" | Unknown BSicon "utABZlr" | Unknown BSicon "utSTR+r" |

|  | Unknown BSicon "utKRZW" | Urban stop on track |  | Urban tunnel straight track |

|  | Unknown BSicon "utSTRl" | Unknown BSicon "utTBHFxt" | Unknown BSicon "utSTR+r" | Urban tunnel stop on track |

|  |  | Urban tunnel stop on track | Urban tunnel stop on track | Urban tunnel straight track |

|  |  | Urban tunnel stop on track | Unknown BSicon "utABZgl" | Unknown BSicon "utSTRr" |

|  | Unknown BSicon "utSTR+l" | Unknown BSicon "utABZgr" | Urban tunnel stop on track |  |

|  | Urban tunnel stop on track | Urban tunnel straight track | Urban tunnel stop on track |  |

|  | Urban tunnel stop on track | Urban tunnel straight track | Urban tunnel stop on track |  |

|  | Urban tunnel stop on track | Urban tunnel straight track | Urban tunnel straight track |  |

|  | Unknown BSicon "utKHSTe" | Urban tunnel straight track |  |  |

|  |  | Urban tunnel stop on track |

|  |  | Urban tunnel stop on track |

|  |  | Unknown BSicon "uKHSTxa" |

|  |  | Urban tunnel straight track |

Redan 1934 utarbetade den dåvarande spårvägsdirektören Carl Axel Reuterswärd ett förslag till en framtida tunnelbana i Göteborg. På 1960-talet fanns planer på att konvertera det markbundna systemet till en tunnelbana genom centrum, i första steget som premetro eller stadsbana som det kallades i Göteborg. Banorna mot Angered, Länsmansgården, Bergsjön och Tynnered byggdes nästan med tunnelbanestandard för att kunna konvertera dem i framtiden. Frågan utreddes i Snabbspårvägsutredningen (1967) där utredarna tydligt rekommenderade en satsning på en stadsbana med en eller två banor. Sedan visade det sig dock att det skulle bli för dyrt att bygga tunnlar genom leran som Göteborgs innerstad vilar på. Detta berodde på 1970-talets ekonomiska stagnation som gjorde att infrastrukturresurserna blev mindre och att man samtidigt slutade satsa på spårbunden trafik som man tidigt gjort. Statsbidragen för tunnelbanor drogs också in då Stockholms tunnelbana ansågs klar. Istället kom man att rikta in sig mot alternativet "Snabbspårväg" som betydde förbättringar av redan existerande nät. I stället för att bli den första stadsbanelinjen integrerades Angeredsbanan slutligen med resten av spårvägsnätet, vilket ledde till att linjespänningen höjdes på detta för att passa ihop med Angeredsbanans 750 V.

#### Modernare spårvagnar
1984 kom de första M21-vagnarna. Innan dess hade en viss nybyggnation ägt rum, däribland förlängning mot SU Östra sjukhuset. I början av 1990-talet gjorde ekonomiska problem att kommunen började fråga sig om man skulle fortsätta med spårvagnar i Göteborg, eller bara ha tre eller fyra linjer trafikerade av M21. Man beslutade sig för en fortsatt satsning på spårväg i Göteborg.

#### Framtidsutsikter
På senare tid [när?] har stadens politiker börjat tycka att spårvägen är ett trafiksystem som är värt att satsa på. Den främsta invändningen mot spårvagnarna som transportmedel i Göteborg är att de rullar tämligen långsamt genom innerstaden. Å andra sidan går de i markplan, medan man för att nå en tunnelbanestation får ta sig under jord. Tunnelbanestationer är också glesare belägna, vilket ger längre gångavstånd.
De senaste åren har linjenätet i innerstaden kompletterats med nya sträckor i det så kallade Kringen-projektet (Kollektivtrafikringen). De nya sträckorna är Chalmerstunneln, mellan Korsvägen och Chalmers, och spåren i Skånegatan mellan Stampgatan via Ullevi och Scandinavium till Korsvägen. Dessutom har Sahlgrenska kopplats ihop med Linnéplatsen genom Annedal och nya spår längs Göta älvs södra strand.

#### Reklam
Den 5 januari 1959 infördes reklam på spårvagnar i Göteborg för första gången. Reklamen på spårvagnarna sköts av företaget Wallstreet Media.

#### Trevagnssätt
Trevagnssätt med tre ihopkopplade pedalvagnar hade premiär i Göteborg den 21 februari 1966 på linje 2. Dessa var 45 meter långa. Trevagnssätt förekom senare även på linje sex och linje sju, detta då tidtabellen glesades ut under olika perioder. Idag tillåter inte hållplatsernas längd så långa spårvagnar. På Angeredsbanan kördes det i högtrafik fyravagnssätt med M25:or.

### Biljettsystem

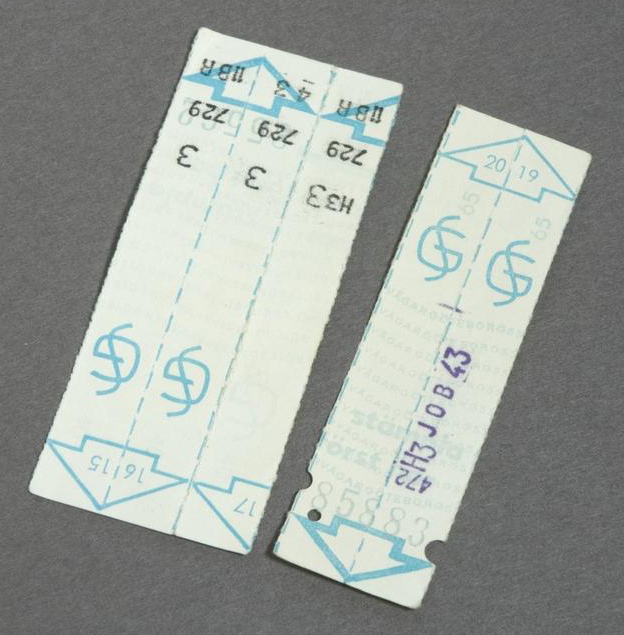
Äldre kuponger för Göteborgs spårvägar. Stämplades av resenären.

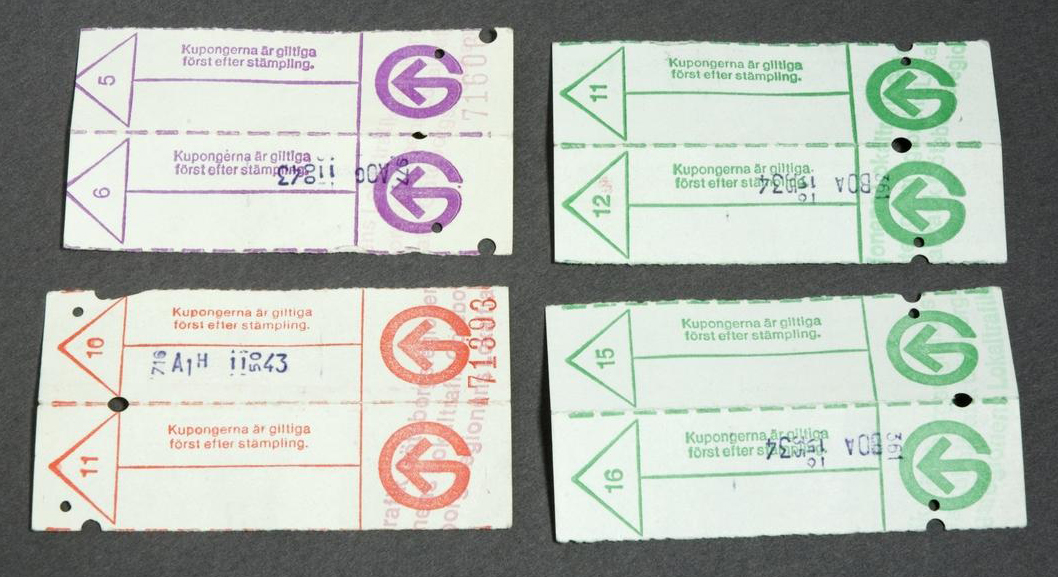
Kuponger för Göteborgs spårvägar. Stämplades av resenären.

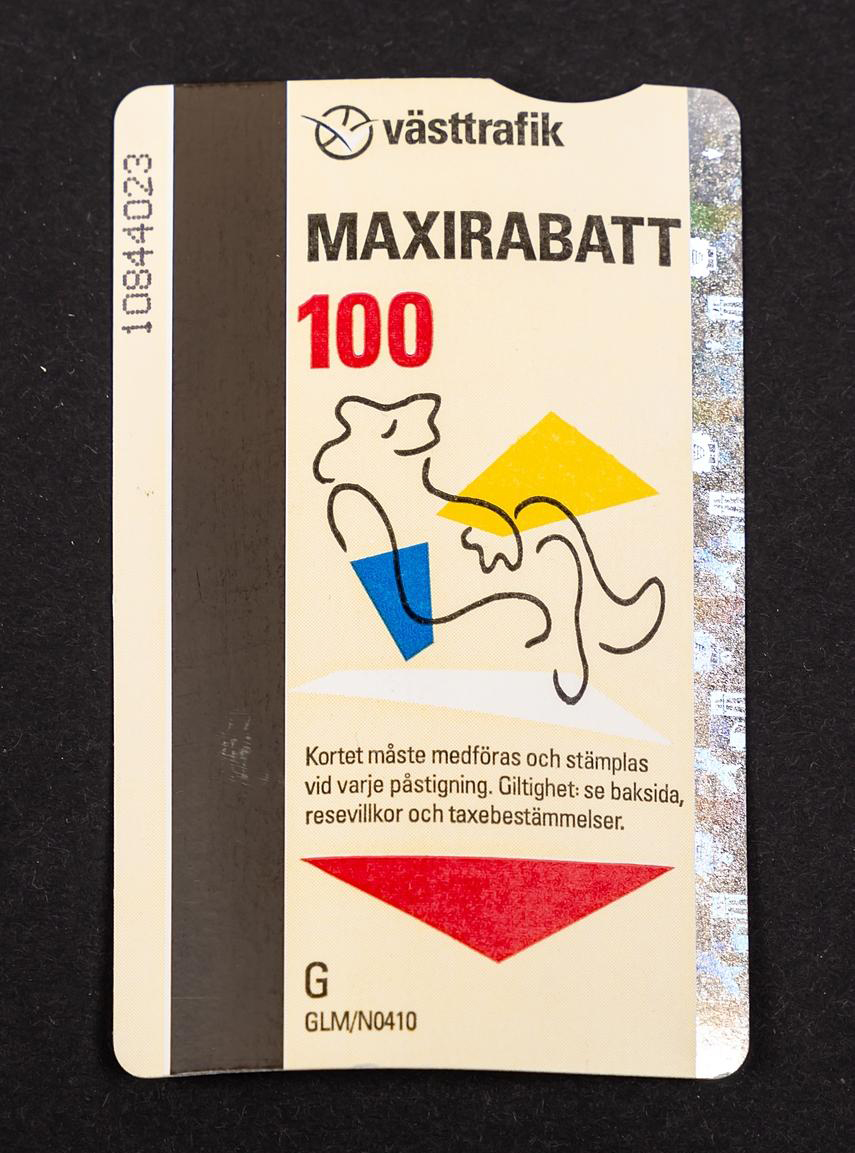
Biljett med magnetremsa från Västtrafik

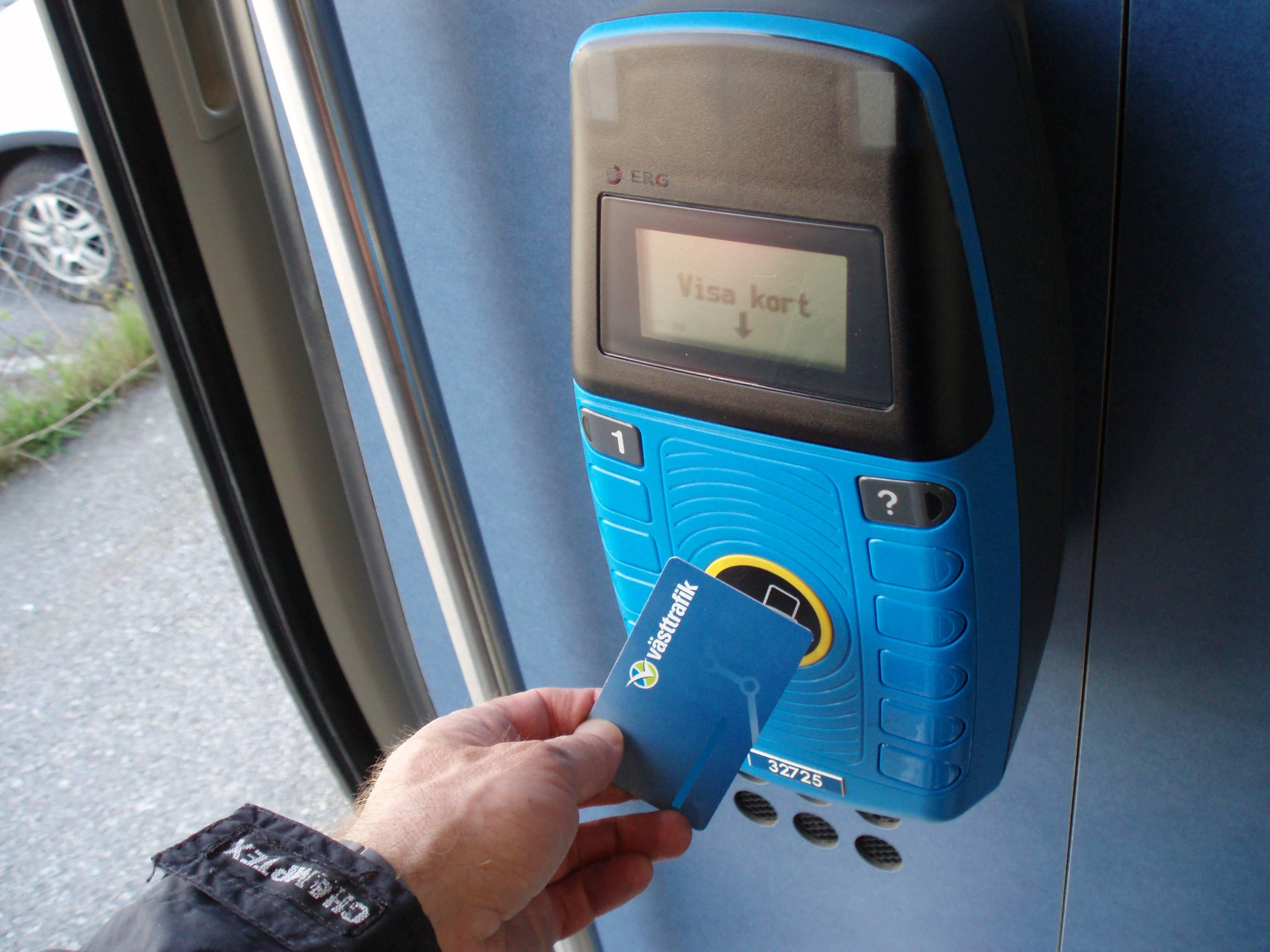
Kort mot kortläsare i Västtrafiks fordon

Redan för den första linjen 1879, Brunnsparken-Redbergslid, fanns ett biljettsystem eller enklare kvitto som utlämnades. Det var en pappersbit med en bokstav, orden "Göteborgs spårvägar", "10 öre" och en siffergrupp. Denna biljettyp fanns kvar till år 1900 då en "Öfvergångsbiljett" kom till. Då spårvägen elektrifierades 1902 togs även ett nytt biljettsystem fram, som bland annat reglerade de olika vägsträckor som man då fick tillryggalägga. År 1911 försågs övergångsbiljetten med en karta över stadens spårvägsnät. På kartan ritades ett streck där man önskade övergång. Den höll i sig fram till 1921 då en typ med fyra kolumner kom till, där första kolumnen visade alla omnibusslinjerna, den andra visade klockslag, den tredje datum och den fjärde spårvägslinjerna. Denna biljettyp höll i sig fram till åtminstone 1941. Fram till 1920 fanns särskilda biljetter för de så kallade arbetaretågen, häften med femöresbiljetter som gällde för färd som påbörjades före klockan 8 på morgonen. Både rabattkort och säsongskort fanns också tidigt. Före 1921 togs avgifterna upp med betalningsbössor, där man lade ner sin avgift. Efter att bössorna försvunnit fick man kvitto på alla avgifter, men måste anmärka om man ville ha övergång - i annat fall sattes tummen över vänstra nedre hörnet på biljetten som därefter blev ogiltig.
År 1952 var taxebestämmelserna följande: "Grundavgift för vuxen passagerare, 30 öre. Grundavgift för barn, som fyllt 4, men som ej fyllt 14 år, 15 öre. På linjerna 4, 9, 44, 45, 47, 52 och 53 utgå tilläggsavgifter för färd över taxegränsen med 15 öre för vuxen passagerare och 10 öre för barn, som fyllt 4, men som ej fyllt 14 år. På linje 41 utgå tilläggsavgifter för färd över taxegränser med 20 öre för vuxen passagerare och 15 öre för barn, som fyllt 4, men som ej fyllt 14 år. I nattrafik utgår grundavgift med dubbel daggrundavgift för vuxen person resp. barn. I nattrafik utgå förekommande tilläggsavgifter med dubbla daggrundavgifter. För hund utgår avgift som för vuxen person. För barnvagn (barnkärra) utgår en avgift som för barn. För avgiftspliktigt kolli utgår avgift som för vuxen person."
Taxesystemet med enhetstaxa ändrades 1956 till ett system med delsträckstaxa, alltså att resan skulle betalas i relation till sin längd. Skolkort infördes på hösten 1953, månadskort 1961 och veckokort 1962. Följande färdbevis gällde på spårvagnar och bussar från den 1 december 1966: Häften à 10 kr (41 kuponger), häften à 5 kr (17 kuponger), löskuponger à 40 öre, veckokupong för 15 kr, månadskupong för 55 kr.
Ett nytt biljettsystem med självbetjäning på släpvagnarna infördes den 2 juni 1967 på spårvägslinjerna 1 och 3  samt vissa busslinjer. Det innebar att passagerarna själva stämplade förköpta kuponger i en maskin. Kravet var att man måste ha kort, sammanhängande kuponger eller övergångsbiljett. Samtidigt (1 juni) infördes att all stämpling vid övergång slopades, alltså behövde man bara stämpla kupongerna vid framresans början och vid början av returresan. Innan dess stämplade förare eller konduktör biljetterna. De 550 biljettmaskinerna (kallades "bm", biljetteringsmaskiner) levererades av det franska företaget Société de Construction d'Appareils Mécaniques Precision i Paris. "Biljetteringsmaskinerna" infördes på prov först på busslinje 84 den 4 april och på spårvagnslinjerna 2, 3, 4, 5 och 7, den 17 april. Den 2 maj infördes systemet på samtliga spårvagnslinjer och konduktörerna drogs därmed in.
År 1973 infördes ett system med zontaxa med två zoner, en inre (Göteborgs kommun) och en yttre. Avgiften erlades med kuponger. Den 1 januari 1973 infördes tre typer av månadskort, en typ inom Göteborgs kommun och en inom hela taxeområdet samt ett speciellt pensionärskort. Samtidigt slopades veckokortet. Den 1 juni 1977 påbörjades en samordning av taxan i Göteborgsregionen, med kommunerna: Göteborg, Mölndal, Partille och Öckerö. I dessa kommuner tillämpade de anslutna företagen ett enhetligt taxesystem med dels en regiontaxa för hela regionen och dels en kommuntaxa för varje enskild kommun.
Senare på 1990-talet infördes ett nytt biljettsystem gemensamt med Göteborgsregionens lokaltrafik och Bohustrafiken. Dessa hade magnetremsa och belopp och saldo skrevs ut på kortet. 2006 infördes ett nytt biljettsystem av Västtrafik, där man bara håller kortet mot biljettmaskinen, som bara visar saldo på displayen.

### Spårvägsdirektörer[53][54]
- 1900–1900, Figge Blidberg
- 1900–1903, J. Sigfrid Edström
- 1903–1919, Erland Zell
- 1920–1920, Gotthard Dieden
- 1921–1926, Ivar Wendt
- 1927–1943, Carl Axel Reuterswärd
- 1943–1952, Thure Vidlund
- 1952–1970, Sixten Camp
- 1970–1982, Ivar Arnér[55]
- 1982–1990, Curt M. Elmberg

## Aktuella spårvägslinjer
| Linje  | Sträcka | Längd | Antal hållplatser | |
| ------ | --- | --- | --- | --- |
|        | Tynnered - Frölunda - Högsbotorp - Marklandsgatan - Linnéplatsen - Järntorget - Stenpiren - Brunnsparken - Centralstationen - Redbergsplatsen - Härlanda - Östra sjukhuset | 15,6 km | 29 | |
|        | Högsbotorp - Marklandsgatan - Linnéplatsen - Annedal - Vasaplatsen - Grönsakstorget - Brunnsparken - Centralstationen - Skånegatan - Korsvägen - Krokslätt - Mölndal (Brunnsparken - Nordstan - Eketrägatan - Biskopsgården vid tidtabelskifte December 2025) | 12,9 km | 27 | |
|        | Marklandsgatan - Mariaplan - Vagnhallen Majorna - Stigbergstorget - Järntorget - Vasa/Viktoriagatan - Valand - Brunnsparken - Centralstationen - Redbergsplatsen - Härlanda - Kålltorp | 12,7 km | 30 | |
|        | Mölndal - Krokslätt - Korsvägen - Valand - Brunnsparken - Centralstationen - Snabbspåret - Gamlestadstorget -Angered | 19,3 km | 21 | |
|        | Östra sjukhuset - Torp - Lisebergs station - Korsvägen - Valand - Brunnsparken - Lilla Bommen - Eketrägatan - Biskopsgården - Länsmansgården | 13,8 km | 29 | |
|        | Kortedala - Kviberg - Gamlestadstorget - Redbergsplatsen - Skånegatan - Korsvägen - Chalmers - Sahlgrenska - Linnéplatsen - Järntorget - Grönsakstorget - Brunnsparken - Nordstan - Eketrägatan - Biskopsgården - Länsmansgården | 24,6 km | 46 | |
|        | Tynnered - Frölunda - Högsbotorp - Marklandsgatan - Sahlgrenska - Chalmers - Vasaplatsen - Valand - Brunnsparken - Centralstationen - Snabbspåret - Gamlestadstorget - Kortedala - Bergsjön | 21,1 km | 35 | |
|        | Frölunda - Högsbotorp - Marklandsgatan - Sahlgrenska - Chalmers - Korsvägen - Skånegatan - Redbergsplatsen - Gamlestadstorget - Angered | 21,3 km | 25 | |
|        | (Saltholmen) - Kungssten - Vagnhallen Majorna - Stigbergstorget - Järntorget - Brunnsparken - Centralstationen - Snabbspåret - Gamlestadstorget - Angered | 20,6 km | 21 | |
|        | Guldheden - Chalmers - Vasaplatsen - Valand - Brunnsparken - Lilla Bommen - Eketrägatan - Biskopsgården (Lilla Bommen - Lindholmen vid öppning av spåren till Lindholmen) | 8,8 km | 23 | |
|        | Saltholmen - Kungssten - Mariaplan - Bangatan - Stigbergstorget - Järntorget - Stenpiren - Brunnsparken - Centralstationen - Snabbspåret - Gamlestadstorget - Kortedala - Bergsjön | 21,8 km | 35 | |
| [ 56 ] | Lindholmen - Frihamnen - Centralstationen - Skånegatan - Korsvägen - Krokslätt - Mölndal | Öppnar december 2025 | 18 | |
|        | (Saltholmen → Marklandsgatan →) Sahlgrenska - Korsvägen - Skånegatan - Centralstationen | 7,9 km | 13 | |
|        | Linjen existerade första gången mellan 2003 och 2006, den hade sträckningen Centralstationen - Ullevi södra - Korsvägen - Krokslätt. Under sommaren 2015 återuppstod linjen tillfälligt och blev då förlängd till Länsmansgården via Nordstan p.g.a ett spårarbete. Linjen återuppstod också en tid under sommaren 2020 och gick då först mellan Mölndal Innerstad och Linnéplatsen, för att senare förlängas till Vagnhallen Majorna. Under februari 2021 togs åter linje 14 i bruk, som en åtgärd för att minska trängsel under den rådande coronaviruspandemin. I slutet av oktober samma år ställdes dock all trafik på linjen in tills vidare på grund av tillfällig vagnbrist. | | | |
| [ c ]  | Linnéplatsen - Annedal - Järntorget - Vagnhallen Majorna - Mariaplan - Bangatan - Järntorget - Annedal - Linnéplatsen. Linjen är indragen sedan slutet av mars 2013 på grund av vagnbrist. | Linnéplatsen - Annedal - Järntorget - Vagnhallen Majorna - Mariaplan - Bangatan - Järntorget - Annedal - Linnéplatsen. Linjen är indragen sedan slutet av mars 2013 på grund av vagnbrist. | Linnéplatsen - Annedal - Järntorget - Vagnhallen Majorna - Mariaplan - Bangatan - Järntorget - Annedal - Linnéplatsen. Linjen är indragen sedan slutet av mars 2013 på grund av vagnbrist. | Linnéplatsen - Annedal - Järntorget - Vagnhallen Majorna - Mariaplan - Bangatan - Järntorget - Annedal - Linnéplatsen. Linjen är indragen sedan slutet av mars 2013 på grund av vagnbrist. |
| [ d ]  | Centralstationen - Brunnsparken - Valand - Korsvägen - Liseberg - Sankt Sigfrids Plan | 3,5 km | 8 | |
| Totalt | Totalt | Totalt | 131 | |

1. ↑  Linje 9 förlängs under sommartidtabellen till Saltholmen.
2. ↑  Linje 13 är en förstärkningslinje som går måndag till fredag 6 till 18. Sträckan Saltholmen → Sahlgrenska trafikeras med fem morgonturer och endast i denna riktning. Linjen trafikeras inte under sommaren.
3. ↑  Högtrafiklinje.
4. ↑  Alla linjer utom Lisebergslinjen trafikeras av Göteborgs Spårvägar AB. Lisebergslinjen är en veteranlinje, vilken Spårvägssällskapet Ringlinien trafikerar med veteranspårvagnar sommar- och vintertid. Linjefärgen är vit med svarta siffror. Destinationsskyltarna skall vara vit/röda men undantagsvis förekommer vit/gröna skyltar. På sikt kommer enbart vit/röda skyltar att användas. Obs! Långedragsvagnar på Lisebergslinjen är skyltade med linjenummer 9, ett nummer som är målat på direkt vagnen och således inte kan bytas. Det är idag (november 2010) oklart om Lisebergslinjen får behålla linjenummer 12. Detta nummer kan komma att användas för den planerade linjesträckningen på Norra Älvstranden men stor oklarhet i detta ämne föreligger. Spårvägsällskapet önskar sig i så fall linjenummer 15, då det enligt traditionen numrerades med tiotal innan linjenumret på kortvändande vagnar. Lisebergslinjen kan här ses som en kortvändande variant av linje fem. Kortvändande vagnar har också haft tvåfärgade skyltar (undantag finns), varför röd/vita skyltar på sikt kommer att användas då linje 5 har röd linjefärg.

- Linjerna 1, 3, 4, 5, 6, 10 och 11 har dessutom nattrafik. Tidigare skyltades nattvagnarna med en halvmåne.

## Linjenätet
|  |  | Urban head station |

|  |  | Urban straight track | Unknown BSicon "uSTR+l" | Unknown BSicon "uKBHFeq" |

| Urban head station |  | Urban straight track | Urban straight track | Urban head station |

| Unknown BSicon "uKRWl" | Unknown BSicon "uKRW+r" | Unknown BSicon "uABZgl+l" | Unknown BSicon "uKRZr+lr" | Urban straight with junctions to and from right |

| Unknown BSicon "uSTR+l" | Unknown BSicon "uTBHF" | Unknown BSicon "uKRZlr+lr" | Urban straight with junctions to and from right | Urban station on track |

| Unknown BSicon "uABZgl+l" | Unknown BSicon "uKRZlr+lr" | Unknown BSicon "uKRZlr+lr" | Urban straight with junctions to and from right | Urban station on track |

| Unknown BSicon "uBHFABZgl+l" | Unknown BSicon "uTBHF" | Unknown BSicon "uKRZ+l" | Unknown BSicon "uTBHF" | Unknown BSicon "uSTRr" |

| Unknown BSicon "uABZgl+l" | Urban straight with junctions to and from right | Urban end station | Urban straight track |  |

| Unknown BSicon "uABZgl+l" | Urban straight with junctions to and from right |  | Urban straight track |  |

| Urban straight track | Urban straight track |  | Urban end station |  |

| Urban end station | Urban straight track |  |  |  |

|  | Urban end station |

|  |  |  |  |  |

|  |  |  |  |  |

|  |  | Urban head station |

|  |  | Urban straight track | Unknown BSicon "uSTR+l" | Unknown BSicon "uKBHFeq" |

| Urban head station |  | Urban straight track | Urban straight track | Urban head station |

| Unknown BSicon "uKRWl" | Unknown BSicon "uKRW+r" | Unknown BSicon "uABZgl+l" | Unknown BSicon "uKRZr+lr" | Urban straight with junctions to and from right |

| Unknown BSicon "uSTR+l" | Unknown BSicon "uTBHF" | Unknown BSicon "uKRZlr+lr" | Urban straight with junctions to and from right | Urban station on track |

| Unknown BSicon "uABZgl+l" | Unknown BSicon "uKRZlr+lr" | Unknown BSicon "uKRZlr+lr" | Urban straight with junctions to and from right | Urban station on track |

| Unknown BSicon "uBHFABZgl+l" | Unknown BSicon "uTBHF" | Unknown BSicon "uKRZ+l" | Unknown BSicon "uTBHF" | Unknown BSicon "uSTRr" |

| Unknown BSicon "uABZgl+l" | Urban straight with junctions to and from right | Urban end station | Urban straight track |  |

| Unknown BSicon "uABZgl+l" | Urban straight with junctions to and from right |  | Urban straight track |  |

| Urban straight track | Urban straight track |  | Urban end station |  |

| Urban end station | Urban straight track |  |  |  |

|  | Urban end station |

|  |  |  |  |  |

|  |  |  |  |  |

Linjenätet trafikerar en banlängd av 161 km spårväg och är uppbyggt så att de större linjerna går från en yttre förort, in genom stadskärnan, och ut till en annan yttre förort. Utöver dessa finns även ett par linjer som endast trafikerar de centrala delarna av staden. Samtliga linjer förutom linje 8 och 13 passerar hållplatsen Brunnsparken som är nätets viktigaste knutpunkt.
Spårvagnar har betydligt högre kapacitet än stadsbussar och man arbetar därför för att bygga ut det befintliga spårvägsnätet. Men då spårvägar är dyra att bygga så satsar man nu även på så kallade stombusslinjer. Det är busslinjer som fungerar efter spårvagnarnas principer med hög turtäthet, på- och avstigning genom alla dörrar, helst egna körfält och färre hållplatser jämfört med vanliga busslinjer. Man framhäver dessa linjer genom att rita dem på den officiella spårvagnskartan.

## Fordon
För närvarande används fem olika vagntyper i ordinarie trafik, med typbeteckningarna M29, M31, M32,  M33 och M34. 

### M28 och M29

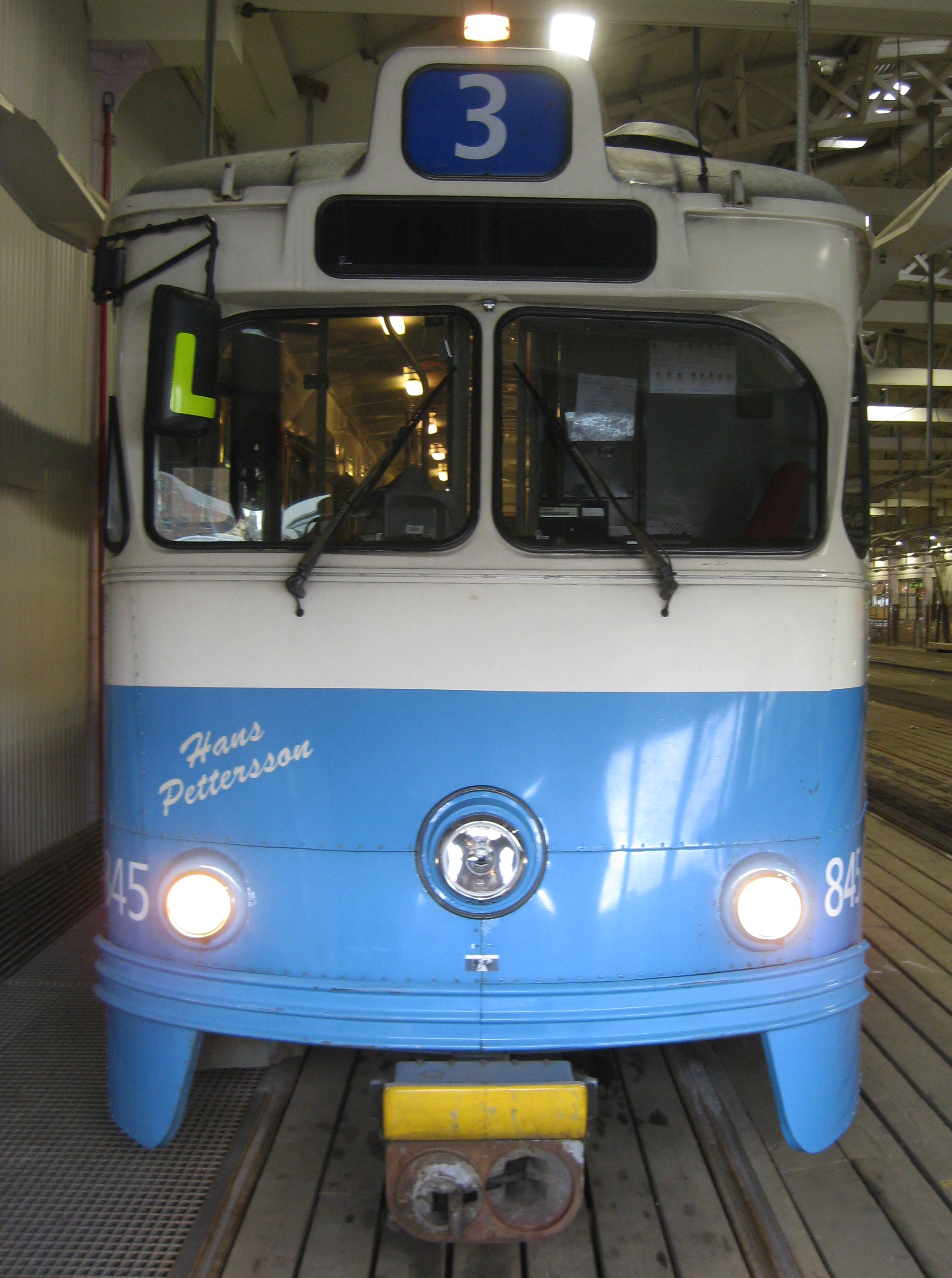
M29

M28 och M29 är utseendemässigt nästan helt lika den äldre vagntypen M25 (dessa tre kallas för pedalvagnar), dessa vagnar är dock ganska olika varandra, tekniskt sett. M25 och M29 är mest lika varandra, då de båda är Hägglundsvagnar. Det fanns ursprungligen 70 M28-vagnar (701-770), som byggdes av ASJL och Asea 1965-67. M29 byggdes av Hägglunds 1969-72 och fanns som mest i 60 exemplar (801-860). M28 kan ta 116 passagerare (varav 38 sittande och 78 stående), M29 118 (36 sittande och 82 stående). Numera rullar endast M29 på Göteborgs gator, eftersom M28 togs ur trafik den 28 oktober 2021.

### M31

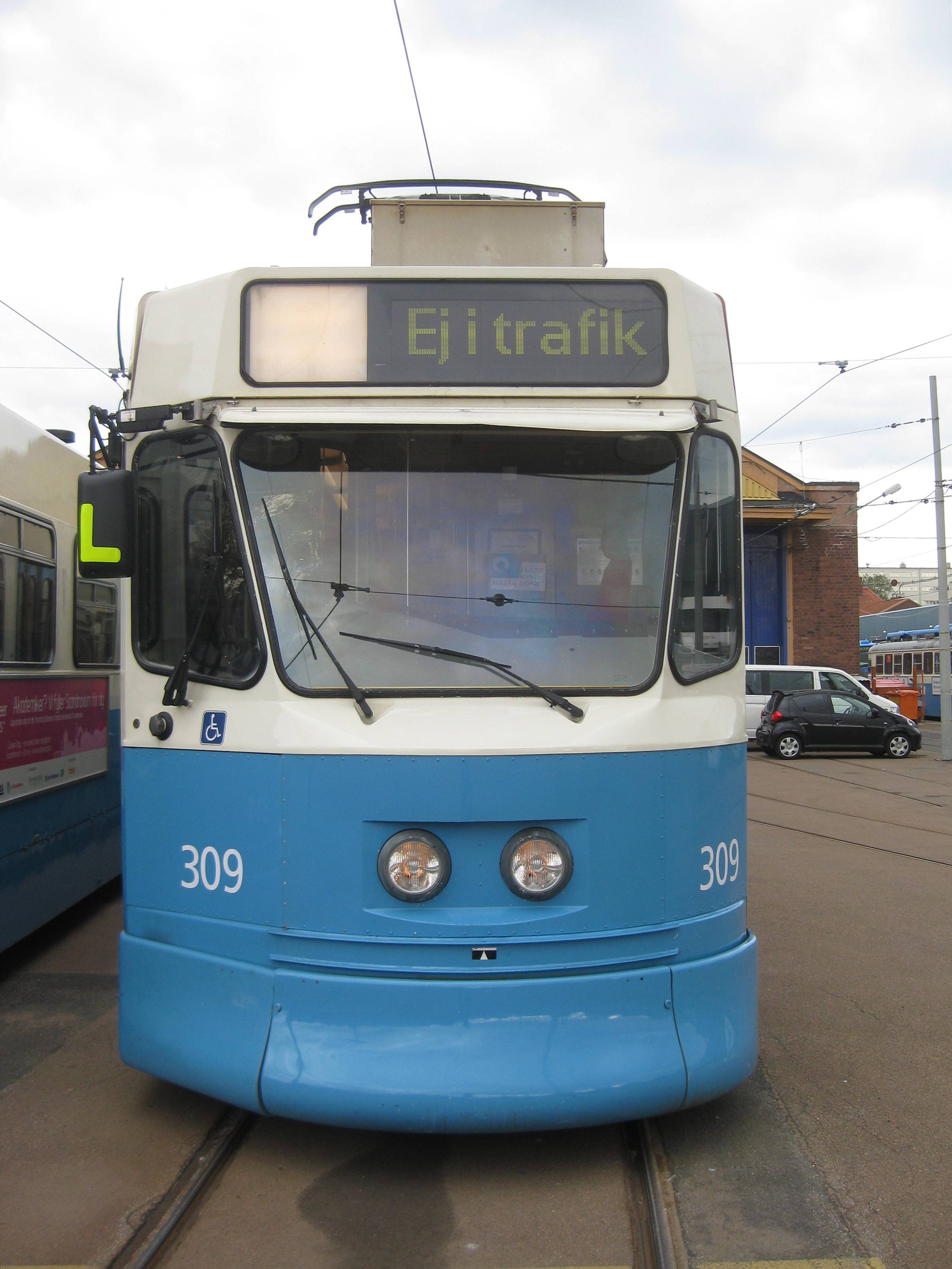
M31

M31 är ledvagnar med låggolvsmellandel. De skapades genom att M21-vagnarna byggdes om av MGB, Mittenwalder Gerätebau GmbH. 1998-2002. M21-vagnarna, som var de första göteborgska ledvagnarna, byggdes av Asea 1984-1992 och var helt och hållet höggolv. Efter ombyggnaden är vagnarna 30,6 meter långa. Det finns 80 M31-vagnar (300-305 och 307-380), 306 saknas. Vagn 206 förolyckades under leveranstiden, en ny med nummer 280 levererades senare, som sedan efter ombyggnationen till M31 omnumrerades till 360, samtidigt som ursprungliga vagn 260 fick nummer 380.
Vagn 303 (203) består av 203A och 206(1)B.
Vagn 379 var under natten till midsommarafton 2025 inblandad i en olycka vid Valand, där spårvagnen spårade ur och kraschade in i ett gatukök.

### M32

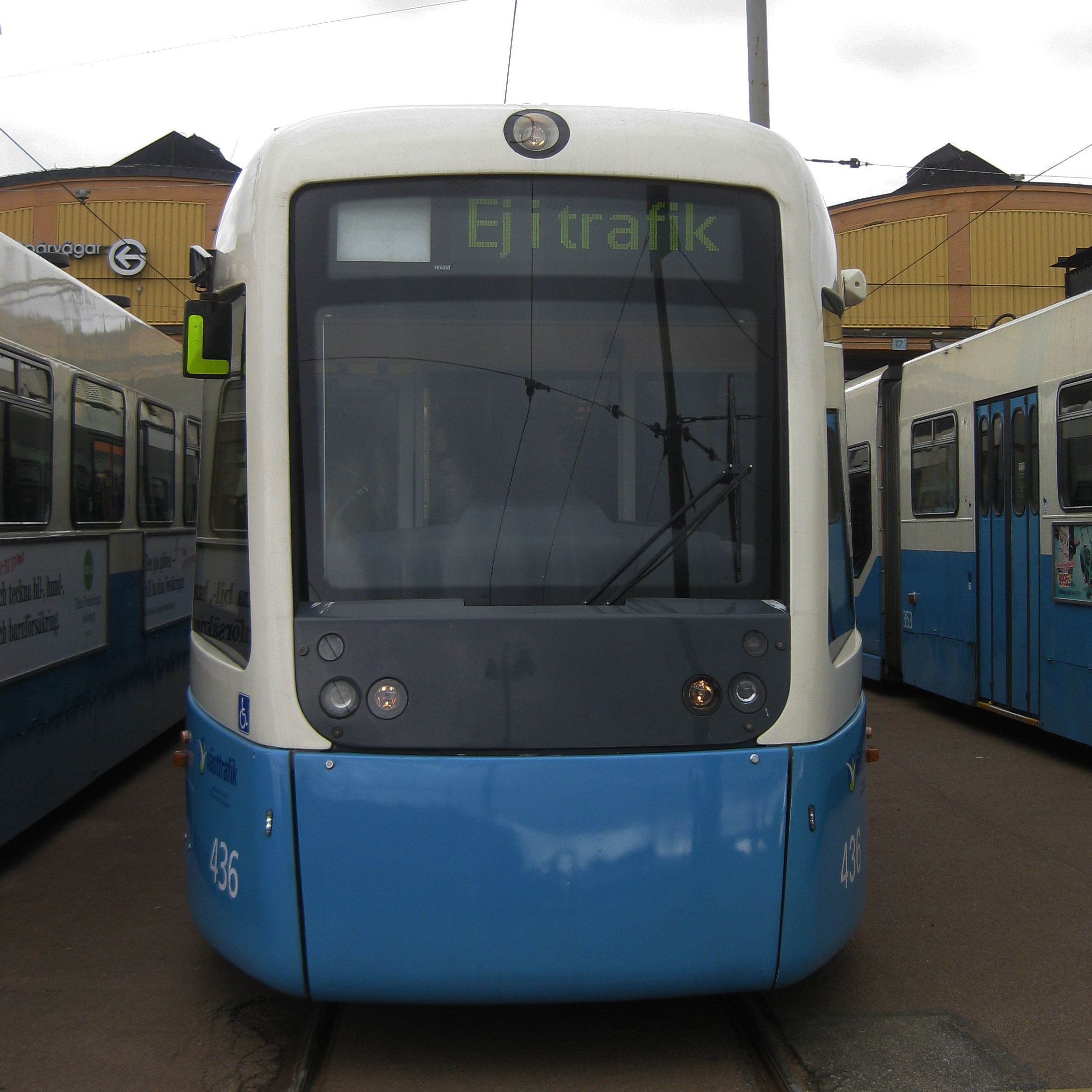
M32

M32 är Göteborgs beteckning på Ansaldobredas spårvagnsmodell Sirio. 65 vagnar rullar i staden och har nummer 401-465.
I början av 2013 upptäcktes allvarliga rostangrepp i balkarna på merparten av de första 40 levererade spårvagnarna och även på några av de 25 som levererades senare.
I dagens läge är de flesta av dessa vagnar i trafik då tillförlitligheten ökat. Vagnarna är femledade, 29,3 meter långa och tar 179 passagerare (83 sittande, 96 stående). Denna vagntyp drabbades tidigare ofta av driftstörningar med bogseringar till verkstaden och lång frånvaro under reparationstiden som följd. Visserligen kvarstår en del av den tekniska problematiken, men läget har förbättrats.

### M33

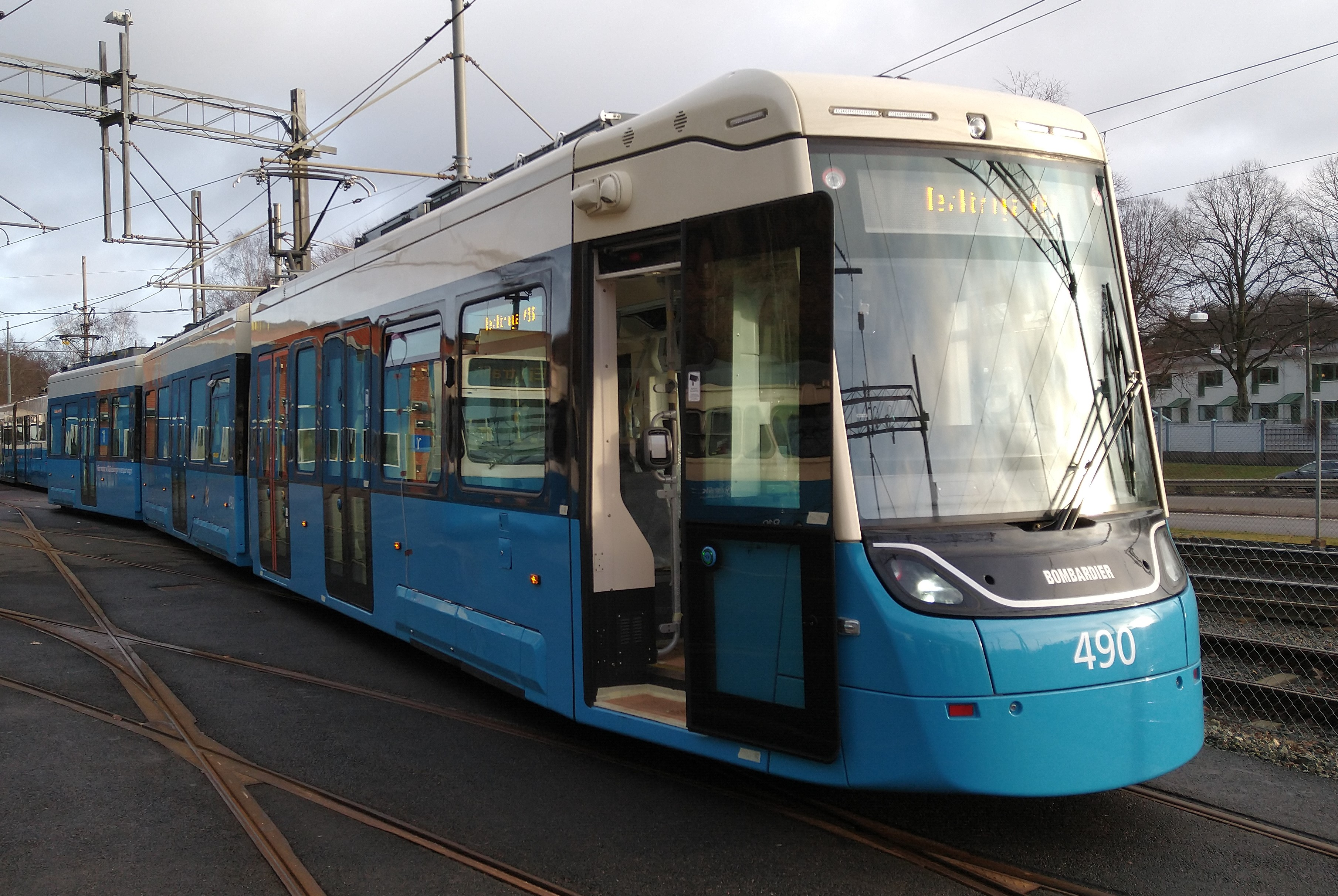
M33

M33 fredagen den 15 april 2016 meddelade Göteborgs spårvägar att man nu bestämt sig för att upphandla Bombardier Flexity Classic av samma typ som finns i Norrköping,  Melbourne, Dresden och Bremen. Upphandlingen omfattade 40 spårvagnar med en längd på 29 – 33 meter, dels 30 enriktningsvagnar, dels 10 tvåriktningsvagnar. I december 2023 sattes den sista vagnen, nummer 530, i trafik.
| Vagn | Status   | Leveransdatum | Första trafikdag | Namngiven | Anmärkning |
| ---- | -------- | ------------- | ---------------- | --------- | ---------- |
| 490  | I trafik |               |                  |           |            |
| 491  | I trafik |               |                  |           |            |
| 492  | I trafik |               |                  |           |            |
| 493  | I trafik |               |                  |           |            |
| 494  | I trafik |               |                  |           |            |
| 495  | I trafik |               |                  |           |            |
| 496  | I trafik |               |                  |           |            |
| 497  | I trafik |               |                  |           |            |
| 498  | I trafik |               |                  |           |            |
| 499  | I trafik |               |                  |           |            |

| Vagn | Status   | Leveransdatum | Första trafikdag | Namngiven | Anmärkning |
| ---- | -------- | ------------- | ---------------- | --------- | ---------- |
| 501  | I trafik |               |                  |           |            |
| 502  | I trafik |               |                  |           |            |
| 503  | I trafik |               |                  |           |            |
| 504  | I trafik |               |                  |           |            |
| 505  | I trafik |               |                  |           |            |
| 506  | I trafik |               |                  |           |            |
| 507  | I trafik |               |                  |           |            |
| 508  | I trafik |               |                  |           |            |
| 509  | I trafik |               |                  |           |            |
| 510  | I trafik |               |                  |           |            |
| 511  | I trafik |               |                  |           |            |
| 512  | I trafik |               |                  |           |            |
| 513  | I trafik |               |                  |           |            |
| 514  | I trafik |               |                  |           |            |
| 515  | I trafik |               |                  |           |            |
| 516  | I trafik |               |                  |           |            |
| 517  | I trafik |               |                  |           |            |
| 518  | I trafik |               |                  |           |            |
| 519  | I trafik |               |                  |           |            |
| 520  | I trafik |               |                  |           |            |
| 521  | I trafik |               |                  |           |            |
| 522  | I trafik |               |                  |           |            |
| 523  | I trafik |               |                  |           |            |
| 524  | I trafik |               |                  |           |            |
| 525  | I trafik |               |                  |           |            |
| 526  | I trafik |               |                  |           |            |
| 527  | I trafik |               |                  |           |            |
| 528  | I trafik |               |                  |           |            |
| 529  | I trafik |               |                  |           |            |
| 530  | I trafik |               |                  |           |            |

### M34
I september 2021 beställdes 40 vagnar av typen M34. Det är en förlängd version av M33. M34 är 45 meter, medan M33 är 33 meter. I maj 2022 utökades denna beställning till att omfatta sammanlagt 60 vagnar. Dessa kommer att börja levereras efter årsskiftet 2023–24. Ett 80-tal hållplatser utmed linjerna 5 och 11 byggs om och förlängs inför trafikstarten med de längre vagnarna. När alla vagnar av typerna M33 och M34 levererats, kommer de äldsta vagnarna av typen M29 slutligen tas ur trafik. Detta beräknas ske senast 2027.
| Vagn | Status   | Leveransdatum | Första trafikdag | Namngiven | Anmärkning |
| ---- | -------- | ------------- | ---------------- | --------- | ---------- |
| 601  | I trafik | 2024-08-23    | 2025-01-19       |           |            |
| 602  | I trafik | 2024-10-25    | 2025-01-19       |           |            |
| 603  | I trafik | 2024-11-15    | 2025-01-19       |           |            |
| 604  | I trafik | 2024-12-12    | 2025-01-29       |           |            |
| 605  | I trafik | 2025-02-07    | 2025-03-28       |           |            |
| 606  | I trafik | 2025-02-21    | 2025-03-18       |           |            |
| 607  | I trafik | 2025-03-18    | 2025-04-24       |           |            |

### Äldre vagntyper

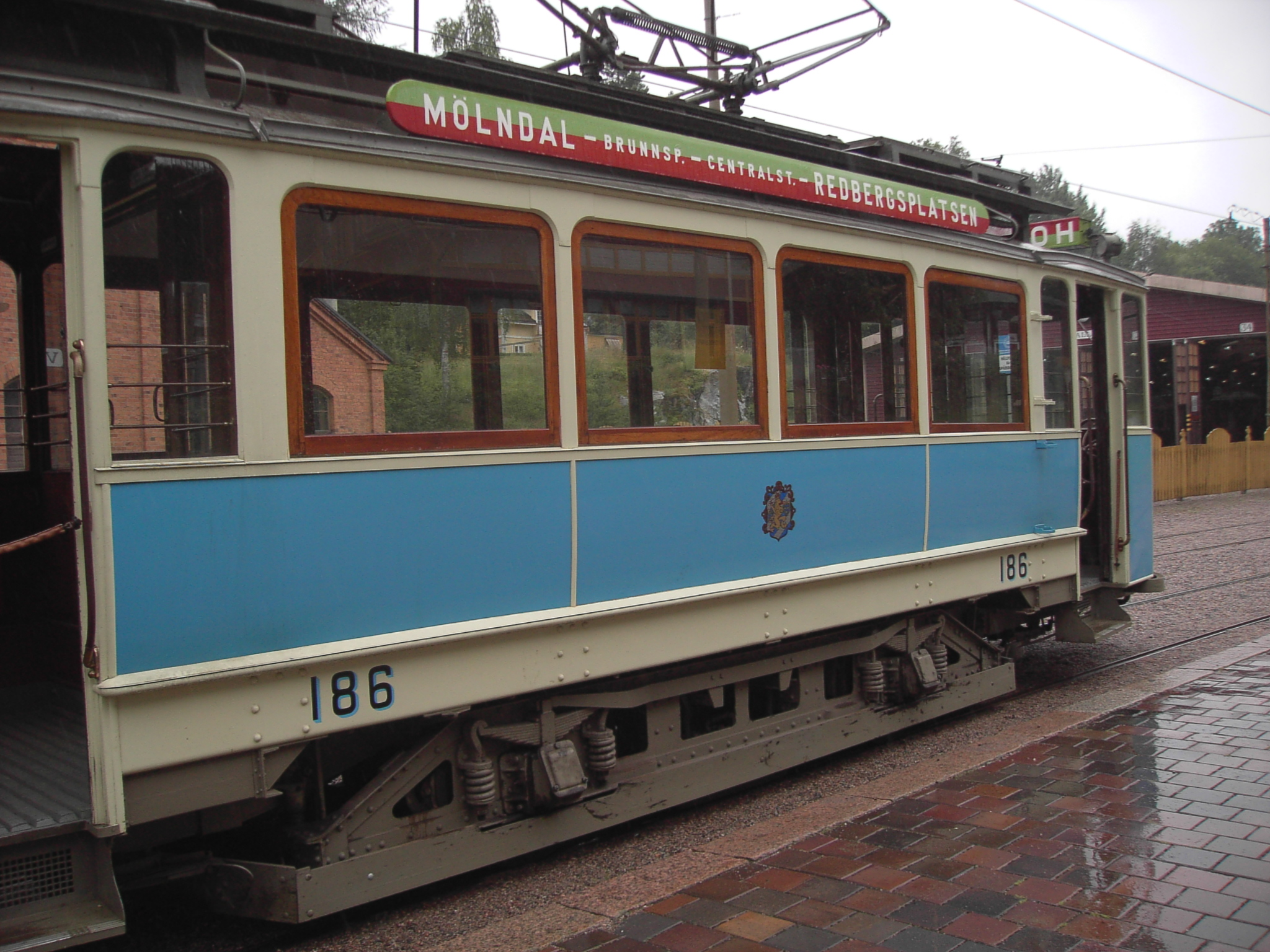
Vagntyp GS typ M9, byggd 1930

M22 (Mb03) byggdes av Asea 1943-44 och M23 (Mb04/Mb05) av Hägglunds 1948-52. Dessa vagnar kallas ofta mustanger. 15 M22-vagnar levererades, numrerade 211-225. Alla 15 byggdes dock om till en M23-liknande design i Eksjö 1951-52. Ingen vagn byggdes om till högertrafik, och de togs därför ut ur trafik 2 september 1967. Endast tre vagnar överlevde, 211 finns hos Ringlinien och 224 hos Svenska Spårvägssällskapet i Malmköping, 225 som verkvagn för Angeredsbanan, den senare skrotades dock 1986. M23-serien bestod av 63 vagnar, 1-35 av lättare typ än 36-60. Lättvagnarna blev inte alltför omtyckta och man övergick till tyngre vagnar från och med 1951. Två vagnar fick pedalkontroller inför experiment inför nästa vagntyp, M25, men återställdes till sitt ursprungliga skick. I dag finns så många som 18 bevarade mustangspårvagnar, i Göteborg, Stockholm, Malmköping och Oslo.
M25 byggdes av Hägglunds 1958-62, ursprungligen i 125 exemplar (501-625). Vagnarnas yttre utseende är olikt mustangerna; M25 är något längre (15,1 meter mot M23s 13,0 och M22. 36 M25-vagnar köptes även av Oslo Sporveier 1991-94 och erhöll littera SM91. Dessa vagnar togs ur trafik 2002, dels på grund av en förändring av linjespänningen och att flera olyckor inträffat, särskilt en dödsolycka där en person klämts i fast i en dörr och släpats med. I Göteborg togs M25 ur trafik redan 1994 på grund av de många nyare vagnar som satts i trafik. Vissa M25 byggdes aldrig om till högertrafik för framförande på Angeredsbanan som från början saknade vändslingor och därför behövdes tvåriktningståg. När sedan vändslingor byggdes så fanns det inte längre något behov av vänstervagnarna och nästan alla skrotades, förutom en som såldes till Svenska Spårvägssällskapet i Göteborg som också äger två högervagnar.
Den första täckta spårvagnen kom i trafik i mitten av november 1895 och var svensktillverkad, av smedfirman Gullbrandsen i Göteborg. Vagnen hade en något bredare genomgång och var högre.
Värmeanläggningar fanns installerade i vagnarna från 1 januari 1896.

## Linjehistorik

### Hästspårvägens linjer
Genom en resa med fyra vagnar, öppnades den första linjen mellan Brunnsparken och Stigbergsliden den 24 september 1879. Den 16 december 1880 öppnades linjerna Brunnsparken - Redbergslid och Brunnsparken - Getebergsäng. Den 5 oktober 1882 öppnades den fjärde och sista linjen mellan Brunnsparken och Slottsskogen. Hösten 1885 fick den en ny linjedragning i och med att Viktoriabron byggdes. Linjenätet hade sedan följande utseende:
| Hästspårvägen perioden 1885-1902 |
| Brunnsparken - Södra Hamngatan - Västra Hamngatan - Sahlgrensgatan - Rosenlundsbron - Sprängkullsgatan - Södra Allén - Andra Långgatan - Stigbergsliden (Johannesplatsen)        |
| Brunnsparken - Södra Hamngatan - Hotellplatsen - Drottningtorget - Stampgatan - Svingeln - Redbergslid (Olskrokstorget)                                                          |
| Brunnsparken - Östra Hamngatan - Kungsportsavenyen - Engelbrektsgatan - Södra Vägen - Getebergsäng                                                                               |
| Brunnsparken - Södra Hamngatan - Västra Hamngatan - Sahlgrensgatan - Viktoriabron - Viktoriagatan - Vasagatan - Sprängkullsgatan - Övre Husargatan - Slottsskogen (Linnéplatsen) |

Slottsskogslinjen gick ursprungligen via Rosenlundsbron - Sprängkullsgatan - Parkgatan - Viktoriagatan.
Hästspårvägen avvek alltså från nuvarande spårvägsnät på följande punkter:
- Andra Långgatan istället för Första Långgatan.
- Rosenlundsbron.
- Sahlgrensgatan (Den gick alltså mellan nuvarande Lärarhögskolan och Vallgraven).
- Sprängkullsgatan - Övre Husargatan.

### Första elspårvägsnätet 1902
Den 28 juli 1902, klockan 03.30 rullade vagn nr 28 ut ur släpvagnsskjulet vid Järntorget för en första provtur med elektrisk spårvagn på linjen Järntorget-Slottsskogsgatan. Måndagen den 18 augusti öppnades sträckan Järntorget - Slottsskogsgatan (Majorna) för allmän trafik, sträckan var 2,9 km lång och vagnarna avgick var 10:e minut. Tidningen Ny Tid beskrev händelsen så här: 
"Redan vid halv sju tiden hade det vid ändstationen Slottsskogsgatan infunnit sig en stor folkskara som ville bevittna den viktiga tilldragelsen. På vagnhallen i Majorna flaggades det dagen till ära. Äntligen öppnades portarna och vagn nr 1 rullade ut på linjen och det blev allmän rusning för att komma med denna första tur. Vagnen sätter sig äntligen i rörelse och så kommer ropen 'Leve den första vagnen, hipp hipp hurra-a'. Efter tretton minuters färd är vagnen framme vid Järntorget, där även en stor människoskara infunnit sig".
De första dagarna kördes linjen var 10:e minut, men utökades den 21 augusti till en tur var 5:e minut med sex motorvagnar. Den första dagen reste 7 456 personer med de elektriska vagnarna, dagen efter hade man 5 152 resenärer. Vid månadens slut hade 106 172 personer gjort en resa med elektrisk spårvagn på sträckan mellan Järntorget och Majorna. Avgiften för den elektriska spårvägslinjen var 10 öre.
Den 25 augusti kunde trafiken till Slottsskogen via Västergatan starta. Strax efter klockan 14, den 27 oktober samma år invigdes spårvägen officiellt vid Drottningtorget. Då hade tio stycken spårvagnar, vilka dekorerats i blågula band, körts fram i två rader och fyllts med de cirka 200 inbjudna gästerna.
Det första linjenätet såg ut så här:
| Linje      | Sträcka |
| RINGLINIEN | LILLA BOMMEN - Nils Ericsonsplatsen - Centralstationen - Brunnsparken - Valand - Vasagatan - Viktoriagatan - Parkgatan - Järntorget - Linnégatan - SLOTTSSKOGEN (Linnéplatsen) - Västergatan (Annedal) - Vasagatan - Viktoriagatan - Viktoriabron - Södra Larmgatan - Västra Hamngatan - Kämpebron - Packhusplatsen - LILLA BOMMEN [Linjen beskrev alltså en åtta. Trafik i båda riktningar.] |
|            | MAJORNA (Karl Johansgatan/Slottsskogsgatan) - Karl Johansgatan - Första Långgatan - Järntorget - Parkgatan - Viktoriabron - Södra Larmgatan - Västra Hamngatan - Brunnsparken - Centralstationen - Stampgatan - Svingeln - REDBERGSLID (Olskrokstorget) |
|            | MAJORNA (Karl Johansgatan/Slottsskogsgatan) - [samma väg som blå linje] - Brunnsparken - Kungsportsavenyen - Engelbrektsgatan - Södra vägen - GETEBERGSÄNG |
|            | REDBERGSLID (Olskrokstorget) - [samma väg som blå och grön linje] - GETEBERGSÄNG |

Blå och Röd linje förlängs upp till Redbergsplatsen 1904.

### Första tiden med elspårväg 1902-1907
Under de följande åren växte spårvägsnätet snabbt.
Änggårdslinjen öppnades i juni 1903 fram till Säröbanans stationshus, och den 1 jan 1904 upp till Sahlgrenska Norra:
| ÄNGGÅRDSLINIEN | SLOTTSSKOGEN (Linnéplatsen) - ÄNGGÅRDEN (Sahlgrenska Norra) |

Den förlängdes senare till Drottningtorget.
Den 29 oktober 1905 öppnades en linje till Kvibergs kaserner. Den 1 februari 1906 öppnades en bibana till Slakthuset i Gamlestaden, för bland annat köttransporter. Den 2 juli 1906 förlängdes linjen till Drottningtorget:
| KVIBERGSLINIEN | DROTTNINGTORGET - Stampgatan - Olskrokstorget - Riddaregatan - Storkgatan - Ånäsvägen - plankorsning med Västra Stambanan - Gamlestadsvägen - Artillerigatan - Kvibergsvägen KVIBERG (Kvibergs kaserner) |

Den 14 augusti 1907 öppnades en linje från Drottningtorget, via Getebergsäng, ner till Mölndal. Linjen gavs grön/röd färg, för att markera att den var en fortsättning av de gröna och röda linjerna ner mot Mölndal.
Den 21 september 1907 öppnades Långedragslinjen från Järntorget till Hinsholmen. I december förlängdes den till Långedrag.
1907 öppnades också en förstärkningslinje mellan Gårda och Bangatan.
Samma år infördes linjenummer. Ringlinjen fick nummer 1 i ena riktningen och 2 i andra.
Spårvägsnätet hade nu fått 10 linjer och hade följande utseende:
| Linjenätet hösten 1907 |  | |
| Linje                  |  | Sträcka |
| 1                      |  | LILLA BOMMEN - Nils Ericsonsplatsen - Centralstationen - Brunnsparken - Valand - Vasagatan - Viktoriagatan - Parkgatan - Järntorget - Linnégatan - SLOTTSSKOGEN (Linnéplatsen) - Västergatan (Annedal) - Vasagatan - Viktoriagatan - Viktoriabron - Södra Larmgatan - Västra Hamngatan - Kämpebron - Packhusplatsen - LILLA BOMMEN [Alltså: Övre delen av "åttan" medsols, nedre motsols.] |
| 2                      |  | LILLA BOMMEN - SLOTTSSKOGEN [Motsatt riktning.] |
| 3                      |  | MAJORNA - REDBERGSLID (Redbergsplatsen) |
| 4                      |  | MAJORNA - GETEBERGSÄNG |
| 5                      |  | REDBERGSLID (Redbergsplatsen) - GETEBERGSÄNG |
| 6                      |  | DROTTNINGTORGET - ÄNGGÅRDEN |
| 7                      |  | DROTTNINGTORGET - KVIBERG |
| 8*                     |  | DROTTNINGTORGET - Kungsportsavenyen - Getebergsäng - MÖLNDAL |
| 9**                    |  | JÄRNTORGET - Karl Johansgatan - Långedragsvägen - LÅNGEDRAG |
| 10***                  |  | GÅRDA (Lilla Stampgatan) - [3:ans väg] - BANGATAN (Bangatan/Åsgatan) |

* Linjen hade skyltar som var delade diagonalt. Övre vänstra delen var grön, nedre högra röd.
** Texten hade vita bokstäver med svart skugga.
*** Linjen hade en blå horisontell linje ovanför texten och en under. Linjen kallades "Lilla Blå" och var en förstärkningslinje till den blå linjen.
Den 5 april 1908 förlängs Långedragslinjen till Saltholmen.

### Linjenätets utveckling 1908-1950
Det byggdes inte mycket under perioden. Med några undantag, sträckningen mellan Korsvägen och Sankt Sigfridsplan invigdes 1929. 1936 förlängdes spårvägen från Härlanda till Kålltorp och 1939 byggdes Götaälvbron med spårväg, linjen drogs då en bit ut på Hisingen till Hjalmar Brantingsplatsen 1940, och vidare till Gropegårdsgatan (Lundby Egnahem) 1944.

### Linjenätets utveckling efter 1950
Från 1950-talet och framåt byggdes spårvägar till förorterna, i takt med att de byggdes ut.
Linjer byggdes till:
- Länsmansgården dit linjen till Hisingen förlängdes. Linje 2 och 5.
- Kortedala, sedan Bergsjön. Linje 7 till Kviberg förlängdes efter hand och går fortfarande till Bergsjön. Linjen mellan Sahlgrenska och Kortedala invigdes 20 maj 1957.[70]
- Tynnered. Linjenummer har varierat lite. Olika linjer har vänt på olika platser längs linjen. Den 16 mars 1964 blev den sista delen av spårvägen till Västra Frölunda klar, den 2 600 meter långa, dubbelspåriga sträckan Axel Dahlströms torg—Frölunda torg[71]. Från 1960-talet till slutet av 1980-talet vände linje 2 i Tynnered. Sedan länken Botaniska-Sahlgrenska byggts 1989 gick linje 7 via Sahlgrenska till Tynnered.
- Angered, linjen delvis klar 1968 och helt 1979. Länge nummer 8, på senare år flera nr.
- Östra sjukhuset, linjen klar 1982.

Sträckan från Lilla Bommen via Sankt Eriksgatan till Lilla Torget lades om 1971 till Östra Hamngatan för att lämna plats åt Götaleden.
På 1970-talet och en bit in på 1980-talet ersattes linje 4 (som då gick mellan Mölndal och Saltholmen via Brunnsparken) på kvällstid av linje 10 som också gick mellan Mölndal och Saltholmen fast via Vasagatan istället för Brunnsparken. Då hade linje 10 blå/gul linjefärg med diagonalt delade skyltar.
Linje 6:s nuvarande sträckning är från 2000-talet. Den infördes efter det att en ny spårväg byggts, nämligen länken Linnéplatsen-Sahlgrenska, samt Chalmerstunneln (klar 2002) och spåren i Skånegatan (klar 2003). Linjen går i en slinga runt centrala Göteborg. Innan denna sträckning infördes gick linje 6 mellan Guldheden och Kortedala via Brunnsparken.
Linnéplatsen-Sahlgrenskaförbindelsen går i ungefär samma sträckning som Änggårdslinjen/Gamla 6:an (enkelspårig) hade som lades ned 1948, efter att den nuvarande linjen via Landala och Guldheden byggts.
Från september 2003 till augusti 2006 fanns linje 14 mellan Krokslätt (hållplatsen Lana) och Centralstationen, men den ersattes av den återöppnade linje 2.
Som en del i projektet Kringen stod i augusti 2015 ett nytt resecentrum kallat Stenpiren klart på Skeppsbron. Detta resecentrum förbinder Lilla torget med Järntorget och kallas Badhuslänken då de nya spåren till stor del går längs med Stora Badhusgatan. Detta för att korta restiden från västra Göteborg in mot Brunnsparken och Centralstationen.

## Nedlagda linjer och sträckningar
Endast två egentliga nedläggningar av delar av linjenätet har företagits, om man bortser från den kortlivade godsspårvägen till slakthuset. Det är Änggårdslinjen (senare återbyggd) och Bräckelinjen. Vissa mer eller mindre omfattande ändringar av linjesträckningar har däremot företagits enligt lista nedan.
- Den längsta linjen som lagts ned är Bräckelinjen på Hisingen, som lades ned 1968 och revs på 1970-talet. Den utgick från Eketrägatan mot sydväst och hade fyra hållplatser. En kort sträcka finns kvar och används som prov- och övningssträcka.
- En något kortare linje gick mellan Linnéplatsen och Sahlgrenska, Änggårdslinjen (kallades för "Blindtarmen"). Den var enkelspårig och lades ned 1948, efter att den nuvarande linjen via Landala och Guldheden byggts. Den har byggts upp igen 1989 med en delvis ny sträckning.
- Sträckan till Polhemsplatsen som var namnet på Angeredslinjens ändhållplats på Centralstationen innan linjen drogs om och kopplades ihop med övriga spårvagnsnätet invid Drottningtorget 1979.
- Sträckan från Lilla Bommen via Sankt Eriksgatan till Lilla Torget lades om 1971 till Östra Hamngatan för att lämna plats åt Götaleden.
- Mölndalslinjens ändpunkt var fram till 1960-talet belägen ett par hundra meter längre söderut. På 2000-talet kortades den ytterligare en aning såtillvida att passagerare inte längre får medfölja ända till vändslingan.
- Kvibergslinjens godsspår till Slakthuset i Gamlestaden nedlades en kort tid efter öppnandet. Även persontrafik förekom fram till korsningen med Bergslagsbanan.
- Kvibergslinjens ändhållplats, nära Kvibergs kasernområde drogs in när linjen förlängdes till Kortedala år 1956. En ny hållplats med namn Kviberg byggdes ca 250 meter norrut och ca 200 meter spår revs upp och flyttades till sträckan mot Kortedala.
- Kvibergslinjen (nu Bergsjölinjen) gick tidigare i Riddaregatan och (norra) Ånäsvägen. Den flyttades från (norra) Ånäsvägen till Gamlestadsvägen 1921, från Riddaregatan till (södra) Ånäsvägen 1964, slutligen från Gamlestadsvägen till väster om Gamlestadens fabriker 1972.

## Nedlagda hållplatser
- Alelyckan på Angeredslinjen var spårvagnens ändhållplats och matarbusstation innan Hjällbo, Hammarkullen och Storås stationer färdigställts.
- Amiralitetsgatan mellan Stigbergstorget och Fjällgatan.
- Berga mellan Käringberget och Tranered.
- Cederbourgsgatan mellan Korsvägen och Liseberg Södra (då Getebergsäng) lades ned 1978.
- Dahlströmsgatan mellan Fjällgatan och Majvallen.
- Djupedal och Plantagegatan slogs ihop till Prinsgatan.
- Fricksgatan mellan Wavrinskys plats och Medicinaregatan lades ned på 1980-talet.
- Föreningsgatan mellan Handelshögskolan (då Haga kyrkogata) och Brunnsgatan på linje 2 lades ned på 1980-talet.
- Johannesplatsen mellan Masthuggstorget och Stigberstorget 1960-talet.
- Karl Johans Kyrka mellan Kaptensgatan och Chapmans Torg.
- Kålltorp, Torp och Virginsgatan var tidigare 3 separata hållplatser längs en sträcka på 200 meter. Virginsgatan lades först ner, men återkom senare som namn på de sammanslagna hållplatserna Kålltorp och Torp som också flyttades nära ursprungsläget för Virginsgatan.
- Lilla Torget mellan Brunnsparken och Domkyrkan lades ned på 1980-talet.
- Lorensberg mellan Valand och Berzeliigatan lades ned 1979.
- Orgelgatan mellan Musikvägen och Frölunda Torg lades ner i samband med hållplatsombyggnaden vid Frölunda torg 2008[74]. Hållplatsen ersattes med den nya hållplatsen Positivgatan.
- Polhemsplatsen (Centralstationen) var namnet på Angeredslinjens ändhållplats mellan 1969 och 1979.
- Sahlgrenska Norra i vändslingan lades ned då spårvägen mellan Botaniska och Sahlgrenska öppnades i slutet av 1980-talet. Den var vändplats för linje 7 innan dess. Vändslingan används numera för linje 13 dock utan någon hållplats där.
- Skolgatan och Park Viktoriagatan lades ner under 1980-talet. Hållplatserna ersattes med nya hållplatsen Hagakyrkan.
- Slottsskogsvallen mellan Marklandsgatan och Botaniska trädgården lades ner under 1990-talet p.g.a. för få resenärer.
- Stampbron mellan Centralstationen och Ullevi Norra (då Ullevi).
- Stampgatan slogs ihop med Svingeln.
- Storgatan slogs ihop med Vasaplatsen.
- Sundshagsgatan mellan Majvallen och Ekedal lades ned på 1970-talet. Sundhagsgatan byggdes aldrig fram till Ekedalsgatan utan slutade flera kvarter från hållplatsen.
- Tempelgatan mellan Mölndals Sjukhus (då Centrallasarettet) och Mölndals Innerstad (då Broplatsen)
- Vasa Kyrkogata mellan Vasaplatsen och Kapellplatsen (då Vasa sjukhus) lades ned på 1980-talet. Det var den sista hållplatsen där passagerarutväxling skedde från bilarnas körbana.
- Värmlandsgatan mellan Järntorget och Masthuggstorget lades ner då Masthuggstorgets hållplats flyttade öster ut.
- f.d Wieselgrensgatan mellan Stockholmsgatan och Härlanda, ny stadsplan innebar att en gata på Hisingen fick namnet istället, Härlanda hållplats flyttades litet västerut på 1930-talet.
- Älvsborgsplan mellan Ostindiegatan, Mariaplan och Sannaplan.
- En hållplats ursprungligen kallad Änggårdsplatsen men ombenämnd Botaniska trädgården söder om Linnéplatsen lades ned på 1980-talet. Hållplatsen söder därom kallad Storängsgatan bytte då namn till Botaniska trädgården. Själva Botaniska trädgården ligger mitt emellan hållplatserna.
- Roddföreningen, orsaken till att hållplatsen togs bort var att hållplatsen var för kort för de nya M34 som ska testas först i Linje 5 och 11 (11:an trafikerar hållplatsen). Andra orsaker var att hållplatsen hade för få resenärer och hållplatsen låg nära hållplatserna Långedrag och Saltholmen.

## Projekterade linjer
I principprogrammet Koll 2035, gemensamt för kommunerna Göteborg, Mölndal och Partille, och Västra Götalandsregionen, identifieras följande spårvägsprojekt:
- Spårvägarna till Länsmansgården, Angered, Bergsjön, Mölndal och Frölunda föreslås uppgraderas till "stadsbanestandard".
- Brunnsbo - Hjalmar Brantingsplatsen - Frihamnen - Lindholmen - Stigbergstorget - Linnéplatsen.[76] Delen Frihamnen - Lindholmen - Linnéplatsen föreslås ha stadsbanestandard. Delen Frihamnen - Lindholmen är mest prioriterad och är under konstruktion med planerat färdigställande år 2026. Delen Hjalmar Brantingsplatsen - Brunnsbo planeras till 2023-2027. Delen Lindholmen - Stigbergstorget - Linnéplatsen med tunnel under älven har en planerad byggstart år 2031.
- Spår i Nya Allén mellan Viktoriagatan och Nordstan. Delen Viktoriagatan - Kungsportsavenyen planeras till före 2022.[uppföljning saknas] Delen Kungsportsavenyen - Polhemsplatsen - Nordstan planeras till 2023-2027.
- Snabbspårvägstunnel mellan Alelyckan och Kortedala med stadsbanestandard planeras byggas 2028-2035.[77]
- Spårväg från Marklandsgatan via Högsbo till Järnbrott med stadsbanestandard planeras till 2023-2027 med eventuell förlängning söderut efter 2035.
- En spårtunnel Chalmers - Wavrinskys Plats - Sahlgrenska - Medicinareberget med stadsbanestandard planeras efter 2035.
- En spårvägslänk Lindholmen - Volvo Lundby - Gropegårdsgatan med anslutning till spårvägen mot Länsmansgården kan eventuellt vara aktuell efter 2035.
- Spårväg Lindholmen - Ivarsberg - Vårväderstorget kan eventuellt vara aktuell efter 2035.
- Spårväg Brunnsbo - Backa kan eventuellt vara aktuell efter 2035.

|  | Unused urban continuation backward |

| Transverse track | Unused straight waterway + Unknown BSicon "eBHFq" | Transverse track |  |  |

| Unknown BSicon "uexSTR+l" | Unknown BSicon "uexSTRr" |  |  |  |

| Unused straight waterway | Unknown BSicon "uKDSTa" |  |  |  |

| Unknown BSicon "uexKHSTe" + Unknown BSicon "uKBHFaq" + Unknown BSicon "uSTR+l" | Unknown BSicon "uKHSTxe" + Unknown BSicon "uHSTq" | Unknown BSicon "uCONTfq" |  |  |

| Urban stop on track | Unused straight waterway |  |  |  |

| Urban stop on track | Unused straight waterway |  |  | Unknown BSicon "uexKHSTa" + Unknown BSicon "uBHFq" |

| Urban stop on track | Unused straight waterway | Water | Urban continuation backward | Unknown BSicon "uexTUNNEL1" |

| Unknown BSicon "uexKHSTaq" + Urban station on track | Unknown BSicon "uexTBHFx" | Unknown BSicon "uexWKRZh" | Unknown BSicon "uKBHFxaq" + Urban straight track | Unknown BSicon "uexKHSTe" + Unknown BSicon "uHSTq" |

| Urban continuation forward | Unused urban continuation forward | Water | Urban continuation forward |  |

|  |  |  |  |  |

|  | Unused urban continuation backward |

| Transverse track | Unused straight waterway + Unknown BSicon "eBHFq" | Transverse track |  |  |

| Unknown BSicon "uexSTR+l" | Unknown BSicon "uexSTRr" |  |  |  |

| Unused straight waterway | Unknown BSicon "uKDSTa" |  |  |  |

| Unknown BSicon "uexKHSTe" + Unknown BSicon "uKBHFaq" + Unknown BSicon "uSTR+l" | Unknown BSicon "uKHSTxe" + Unknown BSicon "uHSTq" | Unknown BSicon "uCONTfq" |  |  |

| Urban stop on track | Unused straight waterway |  |  |  |

| Urban stop on track | Unused straight waterway |  |  | Unknown BSicon "uexKHSTa" + Unknown BSicon "uBHFq" |

| Urban stop on track | Unused straight waterway | Water | Urban continuation backward | Unknown BSicon "uexTUNNEL1" |

| Unknown BSicon "uexKHSTaq" + Urban station on track | Unknown BSicon "uexTBHFx" | Unknown BSicon "uexWKRZh" | Unknown BSicon "uKBHFxaq" + Urban straight track | Unknown BSicon "uexKHSTe" + Unknown BSicon "uHSTq" |

| Urban continuation forward | Unused urban continuation forward | Water | Urban continuation forward |  |

|  |  |  |  |  |

## Övergivna projekt
Flertalet av dessa projekt har övergivits på grund av att det förväntade trafikunderlaget varit för litet, eller på grund av lågt politiskt intresse för spårvägen när de var aktuella.
- Bräckelinjen: förlängning över den planerade Älvsborgsbron eller mot Volvo Torslandaverken. Ingen sträckning blev byggd, i stället lades projektet ned.
- Kvibergslinjen: förlängning till Utby. Mark reserverades längs Utbyvägen, som än idag delvis kantas av breda gräsmattor.
- Linjen till Tolered längs Björlandavägen på Hisingen. Björlandavägens sydvästra flank kantas också av en stor gräsmatta, som från början var ett spårvägsreservat, liksom Utbyvägen.
- Linjen till Östra sjukhuset: förlängning mot Partille Centrum. Sträckan till Östra Sjukhuset skulle varit klart i mitten på 60-talet, men blev klar först 1982.
- Linje till Järnbrott på Säröbanans tidigare sträckning. Den skulle avvika från Tynneredslinjen nära Marklandsgatan. Sträckan används idag som cykelbana, men det syns tydligt att den är förberedd för spårvägsbyggnad.
- Angeredslinjen: förlängning under Rannebergen. En påbörjad tunnel med en förberedd underjordisk station finns där men används idag av vatten- och avloppsinstallationer.[källa behövs]
- Linjen till Hisings Backa. Planen är nu återupptagen med sträckning via Litteraturgatan till Bäckebolsmotet.
- Tunnel under centrum. Det var på 1960/70-talet meningen att man skulle skapa en tunnelbana tillsammans med förortslinjerna mot Angered, Bergsjön och Tynnered. Detta föll på kostnaden. Det fanns stora statsbidrag för tunnelbanor vilka var avsedda att finansiera Stockholms tunnelbana, vilket delvis finansierade Angeredsbanan, men man kunde inte finansiera tunneln under centrum och dessa bidrag drogs in när Stockholms tunnelbana blev klar.

Under 2008 slopades reservatet i Utjordsgatan i Kålltorp, där man planerade en tunnel in i berget under Ränten.

## Kuriosa
- Redan på sommaren 1902 gav Göteborgs Litografiska AB ut topografiska vykort med elektriska spårvagnar; "Våra nya elektriska spårvagnar".[78]
- Den 19 mars 1903, beslöt stadsfullmäktige "... om spårvägstrafikens utsträckning morgnar och aftnar samt afgifterna för morgon- och aftonturer å spårvägarne,": l:o) att spårvägstrafiken skulle under tiden från och med den 1 maj till den 1 oktober innevarande år anordnas i hufvudsaklig öfverensstämmelse med hvad som funnes angifvet i ett vid sagda skrifvelse fogadt förslag till turlista; 2:o) att under sagda tid skulle tillhandahållas kupongböcker till pris af 50 öre stycket, samt innehållande hvardera 10 biljetter, gällande endast för resa, som med spårvagn anträddes senast klockan 7,30 f. m.; samt 3:o) att för resa, som å spårvagn anträddes efter klockan 11 på aftonen, skulle under samma tid erläggas dubbel afgift."[79]
- Göteborgs-Posten skriver den 5 maj 1911: "Ett intressant experiment företogs natten till i går, då man å spårvägsspåren transporterade ett lokomotiv från Järntorget till Säröbanans station. Loket hade från Nydqvist & Holm i Trollhättan på järnvägsspåret gått ned till järnvägen. Där hade det lyfts ur spåret och på provisoriska skenor dragits till Järntorget. Sedan förarbetet var klart fördes det kl. 12.30 på natten uppför Linnégatan, draget av en motorvagn. Vid Säröbanan ställdes det undan på stickspåret. I går hade man lagt ut provisoriska spår till Säröbanan och sent på middagen började loket föras in på banans spår, draget av ett annat lok. Det är så vitt man vet första gången en dylik transport ägt rum i Sverige. Allt lyckades utmärkt. Loket väger 19 ton och motorvagnen bär högst 16. Men spårvägens överbyggnad visade icke någon som helst svaghet för det ökade trycket".
- Den 18 juni 1913 började man för första gången placera ut blomsterskålar på spårvägsstolparna.[80]
- Ett anslag i spårvagnen förkunnade 1913, att: "Med stöd af gällande ordningsstadga eger konduktören att från spårvagnen afvisa person som bär utstående, oskyddad hattnål. Göteborg 1 juli 1913. Styrelsen öfver Göteborgs Spårvägar".[81]
- De första kvinnliga spårvagnskonduktörerna (konduktrissor eller konduktöser) i Göteborg, var en grupp om 31 stycken, som den 18 februari 1960 påbörjade sin tjänstgöring.[82]
- Den 10 mars 1916 rullade för första gången ett speciellt begravningståg genom Göteborg. Det var en av spårvägens flakvagnar som var ombyggd och inredd för att tjänstgöra som likvagn. Vagnen var klädd med svart tyg runtom, och i hörnena och längs sidorna fanns granar fästa och mellan dessa löpte blomstergirlanger. Vagnen som också var blomstersmyckad, var kopplad framför en helt vanlig spårvagn, och i den åkte begravningsgästerna. Processionen gick från Sahlgrenska sjukhusets kapell till Västra Begravningsplatsen, och kostade 15 kronor. Några år senare förfogade spårvägen över fem likvagnar, vit- eller svartmålade. Trafiken gick från sjukhusens bårhus och kapell till Västra och Östra begravningsplatserna, där vagnarna kunde köra in på egna stickspår fram till entrén. Trafiken upphörde i mitten av 1920-talet, och de fem likvagnarna ställdes in i Spårvägens vagnhallar. De fanns kvar till 1933, då tre av dem skrotades.[83]
- Nattrafik infördes första gången den 1 februari 1918, då som ett komplement för biltrafiken vilken drabbats hårt av bristen på motorbränsle.[84]
- Göteborgs Spårvägar hade tidigt börjat sin planering för högertrafiken 1967. Under 1964 byggdes 27 motorvagnar, 24 släpvagnar och en buss om för högertrafik och dessutom köpte man 53 motorbussar för högertrafik. År 1965 tillkom 30 nya högerspårvagnar.[85]
- Ur Göteborgs spårvägars Linjesträckning 1947[86] angående hundar: "För hund utgår avgift motsvarande en passagerareavgift såsom för vuxen person. Inuti spårvagn eller buss får icke medföras annan hund än s. k. knähund, vilken hela tiden skall hållas i passagerarens knä. Den får icke vålla obehag för övriga passagerare. På spårvagnens främre plattform eller bussplattform får även annan hund än knähund medtagas, såvida plats finnes och obehag ej uppstår. Å motorvagnarna nr 210—225 och släpvagnarna nr 351—356 skola hundar hänvisas till bakre plattformen, å släpvagnar nr 521—540, då dessa gå å linje 9, till mittplattformen. Hunden skall hållas kopplad och vara övervakad av den person, som medför densamma. På en och samma spårvagnsplattform eller med samma buss får endast en hund medfölja. Undantagsvis får under lågtrafik samma person medtaga två hundar i sällskap. Konduktör avgör i varje särskilt fall, om transport av hund kan fullgöras."

## Olyckor (urval)

Spårvagnsolycka vid Kämpebron, 9 september 1905.

- 1905, 9 september - En av de första elektriska spårvagnarna, den "gröna vagnen", blir påkörd bakifrån av en "vit vagn" vid korset Västra Hamngatan-Södra Hamngatan och åker ner i Stora Hamnkanalen. Föraren på den påkörande vagnen var förare nummer 1 Fager. Konduktör och ett tjugotal passagerare klarade sig oskadda.[87]
- 1924, 9 mars - En tom släpvagn kolliderar med ett vagnsätt (motorvagn och släpvagn) strax söder om Vasabron. Inga omkom, men flera personskador uppstod. De materiella skadorna blev omfattande. Vagnsättet med åtskilliga passagerare var på väg upp mot Landala, då den möter den tomma släpvagnen mellan Vasabron och Nya Allén. Den hade kommit i rullning vid Kapellplatsen genom att två funktionärer inte följde sina instruktioner gällande vagnens parkeringsbroms.[88]
- 1951, 15 januari - Den dittills svåraste spårvagnsolyckan inträffar vid Johannesplatsen vid Stigbergsliden, då 4:ans spårvagn kör in i en 3:a. Tre personer omkommer.[89] Totalt inträffar 13 dödsolyckor detta år, varav 11 vid spårvägstrafiken och 2 vid busstrafiken.[90]
- 1954, 20 juni - blixten slår ned i en fullsatt spårvagn på linje 5, och en brand i taket uppstår, men ingen skadas.[91]
- 1961, 21 april - En spårvagn M 23 med släp (totalvikt: 30 ton) på linje 7, stjäls vid Kortedala ändstation strax före klockan 20 av två män - 19 och 20 år gamla. Männen hoppar av i höjd med Förstamajgatan och cirka 4 kilometer senare spårar vagnen ur vid Gamlestadsbro. En 47-årig mopedist på bron omkommer då han får en ledningsstolpe över sig. Två personer i en bil på bron skadas lindrigt. De båda männen dömdes för grov allmänfarlig vårdslöshet och synnerligen grovt vållande till annans död till 1 år och 6 månaders fängelse.[92][93][94]
- 1964, 19 april - Vid en kollision mellan två fullsatta motorvagnar på linje 2 vid Nymilsgatan i Västra Frölunda omkommer 1 person[95] och skadades 56 personer.
- 1992, 12 mars - Spårvagnsolyckan vid Vasaplatsen i Göteborg. Efter att två ihopkopplade spårvagnar av typen M21 blivit strömlösa vid Wavrinskys plats och tömts på passagerare, lossades deras bromsar manuellt, med den ödesdigra konsekvensen att de började rulla baklänges och okontrollerat utan bromsar nedför Aschebergsgatan mot Vasaplatsen i 100 km/tim. Strax före hållplatsen vid Vasaplatsen spårade de ur och träffade väntande resenärer i kuren samt fotgängare bakom den för att sedan braka rakt in i en husvägg. 13 personer omkom och 29 skadades.[96]
- 2025, 25 juni – En spårvagn modell M31 spårar ur vid Valand på Kungsportsavenyn natten till midsommarafton och kraschar rakt in i en kebabrestaurang. Totalt åtta personer skadas.[97]

### Dödsolyckor där människor blivit påkörda
- 1902, 3 december - Det första dödsoffret för den elektriska spårvägen skördas.[13]
- 1903, 9 maj - En treårig flicka blir ihjälkörd av spårvagnen i Annedal.[13]
- 1950 - Detta år inträffade 10 dödsolyckor, varav 8 vid spårvägstrafiken och 2 vid busstrafiken.[98]
- 2003, 3 nov - En äldre man blev påkörd av en spårvagn vid Sahlgrenska sjukhuset i Göteborg och avled. Han gick rakt ut utan att se sig för.[99]
- 2005, 17 okt - En man blev påkörd av en spårvagn vid Vasaplatsen i Göteborg och avled.[100]
- 2005, 14 dec - En kvinna blev påkörd av en spårvagn utanför Mölndals sjukhus och avled.[101]
- 2005, 23 dec - En äldre man blev påkörd av en spårvagn på Mölndalsvägen och avled.[102]
- 2006, 10 maj - En äldre kvinna påkörs (på Första Långgatan) och avlider sedan hennes hund dragit ut henne på spåret.[103]
- 2006, 13 juni - En man förolyckas vid Marklandsgatan, efter att han klättrat mellan två hopkopplade vagnar som börjat köra.[104]
- 2007, 27 mars - En man blev påkörd av en spårvagn på Hisingen och avled.[105]
- 2007, 7 juni - En man avlider efter att han blivit påkörd av en spårvagn i höjd med hållplatsen Botaniska Trädgården.[106]
- 2009, 22 januari - En man i 55-årsåldern hamnade under en spårvagn på Stampgatan och avled senare av skadorna.[107]
- 2010, 18 maj - En äldre kvinna gick ut framför en spårvagn på en gångöverfart i centrala staden där hon blev påkörd och avled[108].
- 2012, 3 januari - En 17-årig flicka blev klämd mellan två vagnar vid Drottningtorget i Göteborg. Hon avled omedelbart på platsen.[109]
- 2016, 4 juni - En 45-årig man avlider efter att ha blivit påkörd av vagn 362 utanför Scandic hotel Opalen på Skånegatan.[110]